# Drôme provençale
La Drôme provençale est une région naturelle et touristique du département de la Drôme et qui en occupe approximativement le tiers sud.
42 % des communes de la Drôme font partie de la Drôme provençale (155 sur 369).
Ce nom lui est donné à la fin des années 1980 en raison de sa proximité géographique, historique et climatique avec la Provence voisine (Vaucluse et Haute-Provence) et de l'attractivité touristique de celle-ci. Ce territoire dit de Drôme provençale était au XIIe siècle inclus dans le marquisat de Provence rattaché au comté de Toulouse et issu du démantèlement du Royaume d'Arles, dont les territoires les plus au Nord allaient jusqu'à Valence. Contrairement à ce que semble indiquer son nom, hormis le sud du département, il a en revanche majoritairement appartenu depuis le début du XIVe siècle à la province du Dauphiné, comme le reste de la Drôme.

## Histoire
Bien que le département de la Drôme fasse historiquement partie intégrante du Dauphiné, un certain nombre d'enclaves provençales existaient depuis le Moyen Âge en particulier dans les Baronnies, notamment Lemps,,, Séderon, Barret-de-Lioure, Cornillon-sur-l'Oule (capitale de l'enclave dite Claverie-d'Oule), Les Omergues ainsi qu'Eygalayes,, qui appartenait par moitié au Dauphin et au comte de Provence, Rémuzat, terre des comtes de Provence qui en conservèrent une partie jusqu'au XVIIe siècle, Saint-May, terre du comte de Provence en fief de l'abbaye de l'Île Barbe, Pommerol, ces trois villages étant attenants ; Réauville (éthymogiquement: ville du Roi de Provence) avait été fondée sur une terre donnée par l'abbé d'Aiguebelle au comte de Provence, frère de Saint Louis. Montjoyer appartint aux comtes de Provence au XIIIe siècle et ne fut acquise par le royaume de France qu'en 1759 (échangée contre des terres contiguës au Parc du château de Versailles !) ,.

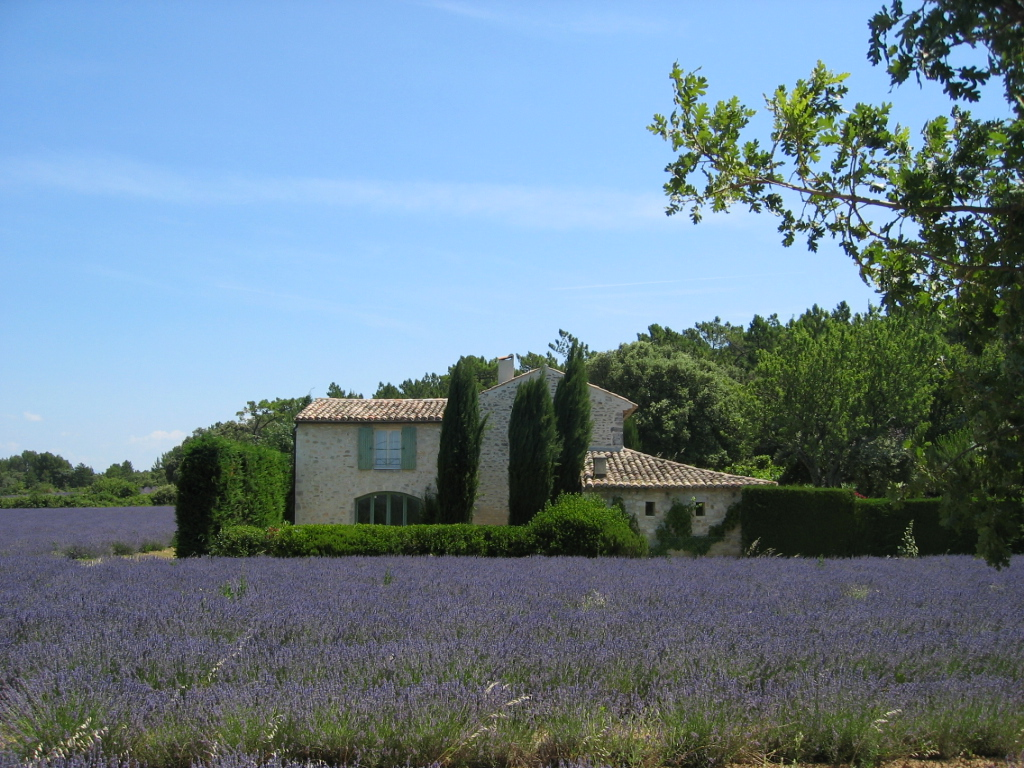
Maison en Drôme provençale.

Grignan et Saint-Paul-Trois-Châteaux étaient en terre provençale, depuis l'hommage rendu par les Adhémar aux comtes de Provence. Par la suite, ce rattachement à la province de Provence s'est maintenu, comme le montre, vers 1750, la section de Vaison de la carte de Cassini.
Salles, Colonzelle,, Chantemerle, Montségur-sur-Lauzon, Allan étaient aussi provençales, dans le comté de Grignan pour les quatre premières.
Aux enclaves de Provence en Dauphiné s'ajoutaient les enclaves pontificales que les papes d'Avignon avaient rattachées au Comtat Venaissin : Valréas, Grillon, Richerenches et Visan forment toujours l'Enclave des papes et font donc partie du département de Vaucluse.

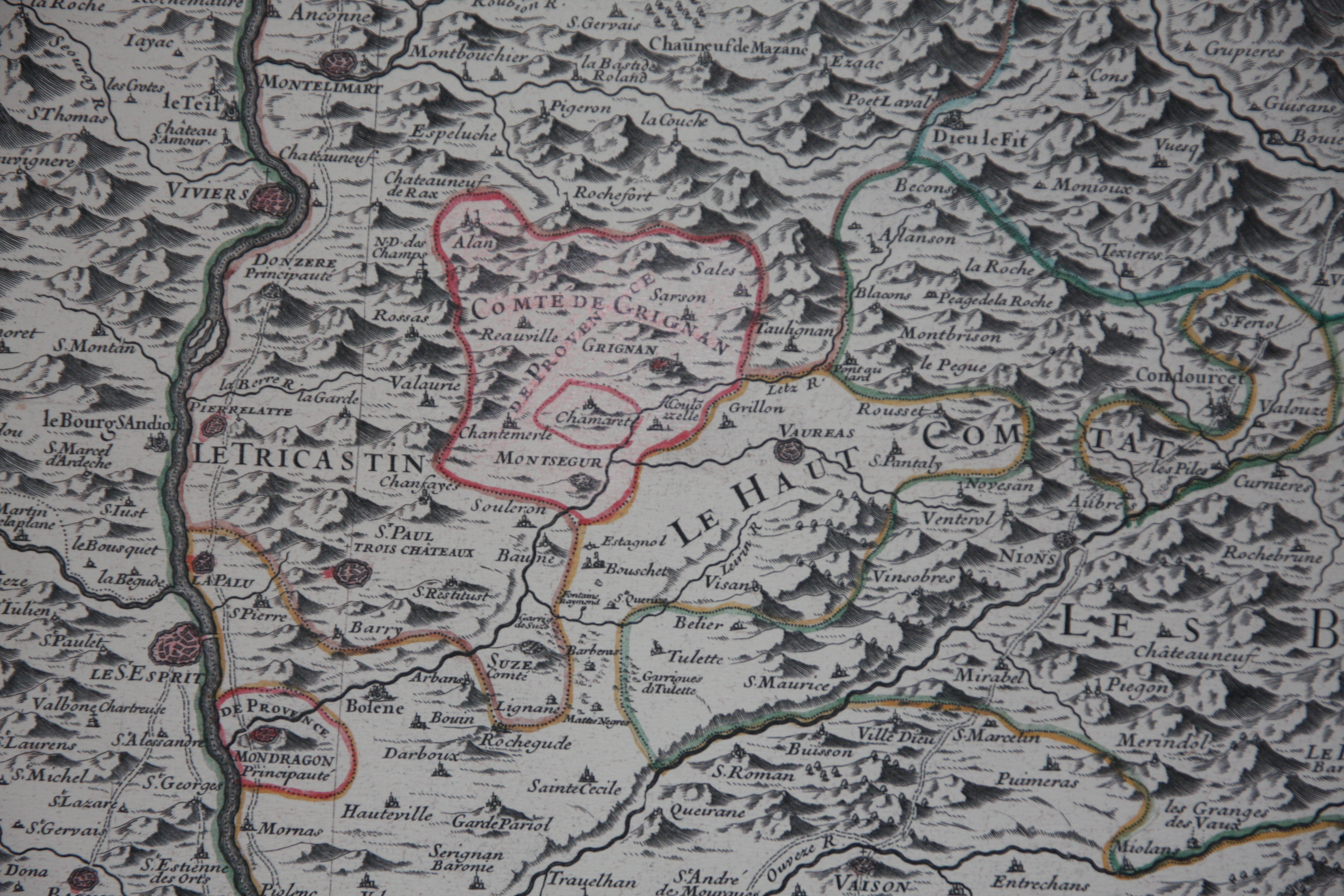
Carte des environs de 1700 montrant les anciennes limites de l'Enclave des Papes et celles du Comté de Grignan de Provence.

Cependant, avant la Révolution, cette enclave comprenait aussi Bouchet,,, Rousset,,, et Saint-Pantaléon et Rochegude ,,, qui ont ensuite été rattachés à la Drôme.
D'autres petites enclaves étaient formées par Solérieux,,(parfois noté Saint-Raphaël du nom de sa paroisse), les Pilles,,, Eyrolles,,, Valouse,, et Aubres.
Il faut aussi ajouter les enclaves de la principauté d'Orange actuellement rattachées à la Drôme : Condorcet, Suze-la-Rousse, Rochegude, Montbrison,, Montségur (rattachée ensuite au Comté de Grignan de Provence), Montréal-les-Sources, Villebois-les-Pins, où, en 1256, il y avait un hommage du seigneur Guillaume des Baux, prince d'Orange, au sénéchal de Provence, Tulette, qui était un fief des princes d'Orange jusqu'au XVIe siècle.
Quant à Montélimar et Pierrelatte, ces deux villes étaient partagées depuis l'époque féodale par des coseigneurs, parmi lesquels le pape, par le biais de l'évêque de Saint-Paul-Trois-Châteaux. En 1450, le dauphin Louis XI rachète leurs droits sur Pierrelatte aux autres seigneurs. Les Bourbon-Conti reprennent l'apanage en 1654 avant de céder leurs droits en 1783 au comte de Provence, futur Louis XVIII, qui en sera le dernier seigneur.
Rochegude appartenait pour moitié au Dauphin et pour moitié aux comtes de Provence, tandis que sa paroisse était dans le diocèse d'Orange. Rochegude fut rattaché, comme Bouchet, au département de Vaucluse, depuis sa création en 1793 jusqu'à l'an VIII (1800) avant d'être rattachée à la Drôme.
Enfin, certaines villes ont été données par Louis XIV au prince de Monaco : Sainte-Euphémie-sur-Ouvèze, Montélimar où les princes de Monaco ont régné de 1642 à 1789.
Un intéressant témoignage de la complexité des frontières en Drôme provençale nous est apporté par l'inventaire du 24 février 1728 du château de Grignan, dans lequel les avocats de la cour d'Aix (chargés de régler la difficile succession de François de Castellane Adhémar de Grignan, décédé le 30 décembre 1714) nous racontent « avoir été à Chamaret, en Dauphiné (...), de là être passés à Colonzelle, en Provence (...) et passés à Grillon, dans le Comtat venaissin ». Ainsi, en quelques kilomètres, l'on pouvait passer d'une province à l'autre et même quitter le royaume de France, le Comtat Venaissin étant possession papale.

## Géographie

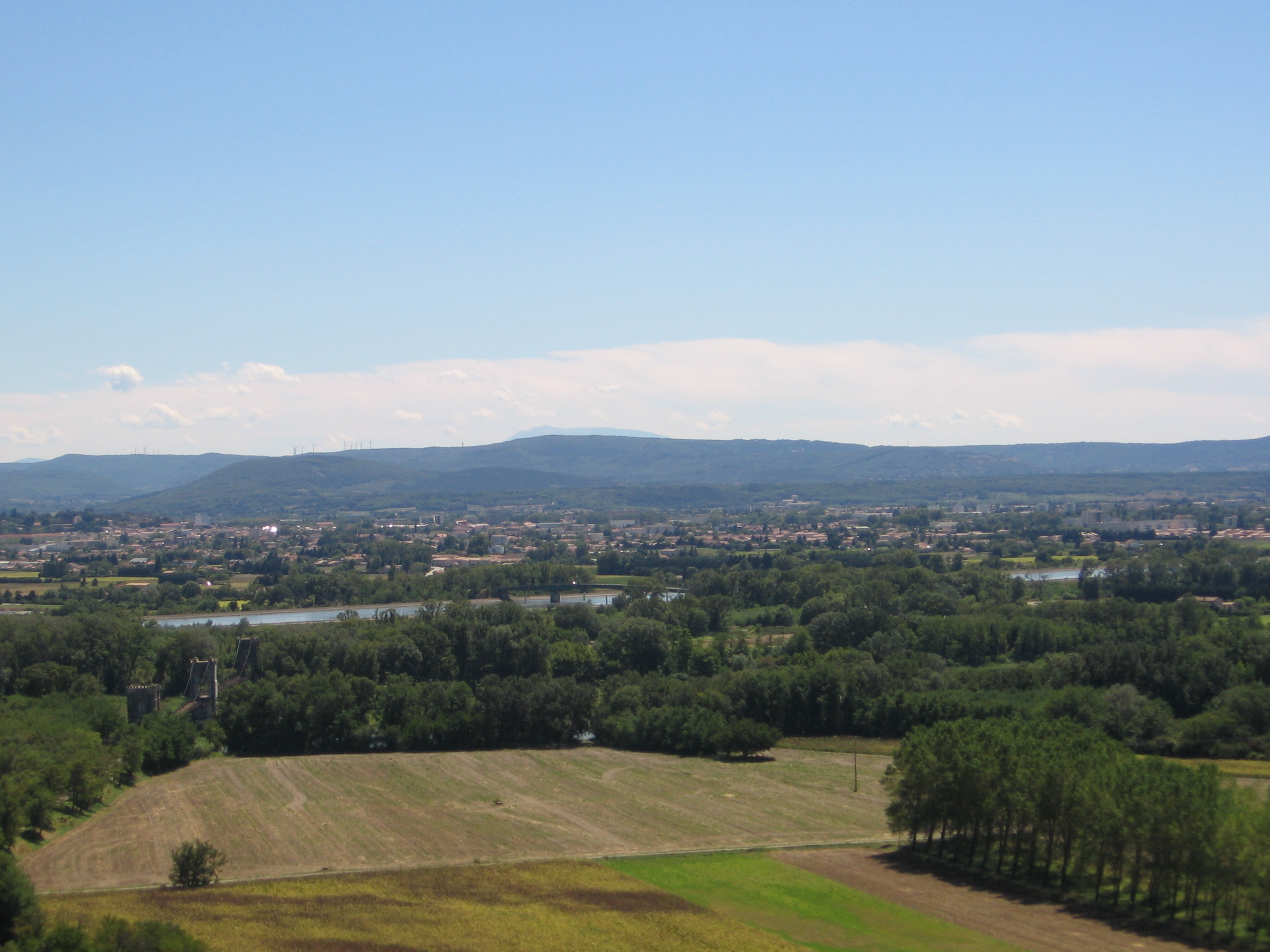
Montélimar.

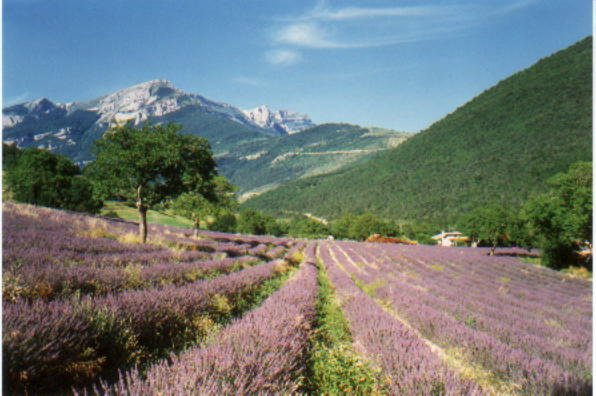
Paysages typiques de la Drôme provençale.

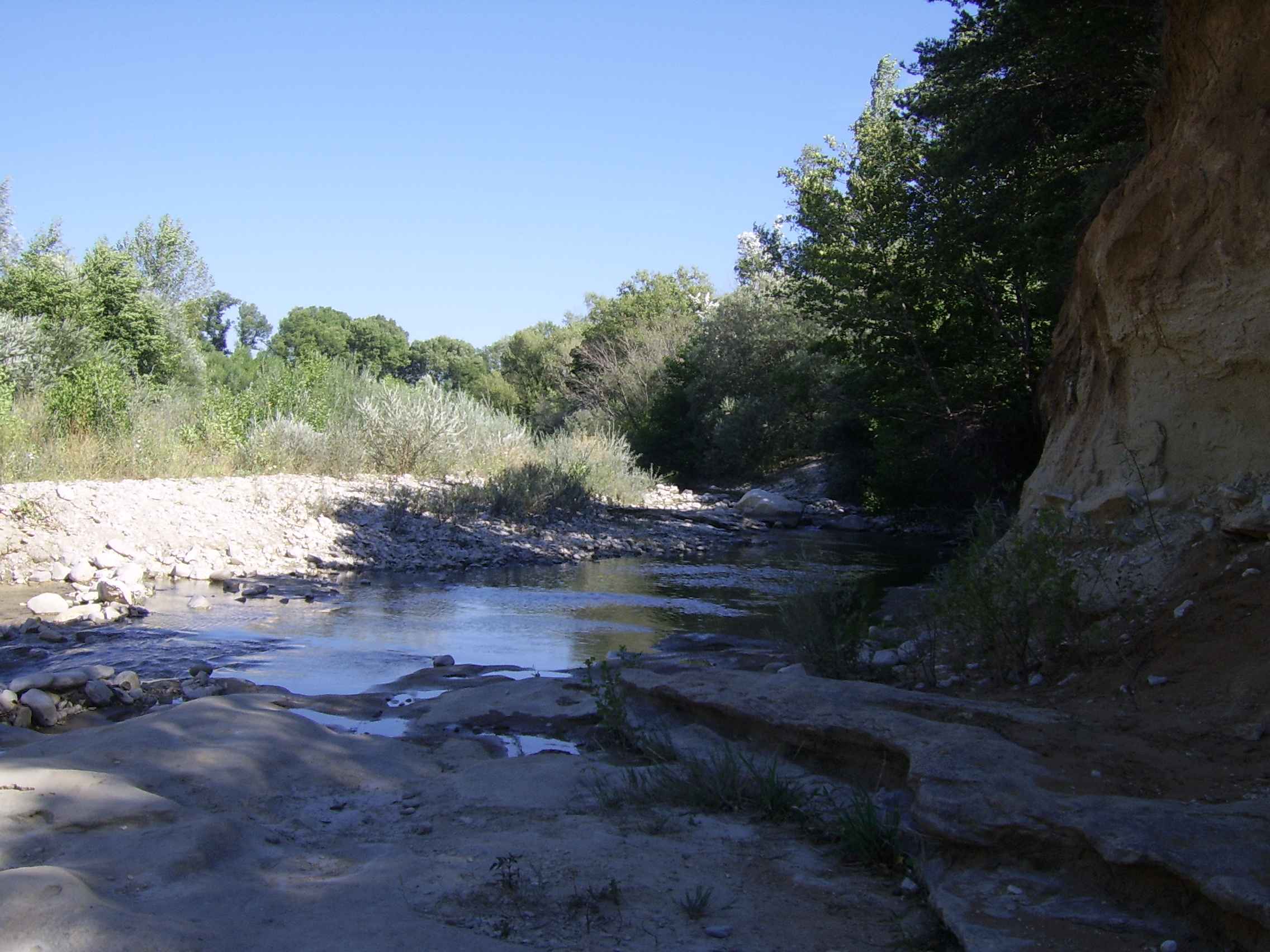
Le Lez près de Taulignan.

La Drôme provençale s'étend des Alpes du sud, préalpes des Baronnies, à la vallée du Rhône méridionale. Elle est établie sur différents petits massifs (Baronnies, Montagnes de Bluye, de Peitieux, de la Lance, de St-Maurice), vallées (Lez, Ouvèze, Eygues, Jabron, Roubion, Méouge) et plaine (Tricastin), et son altitude varie ainsi de 50 mètres à Pierrelatte, à plus de 1 600 m dans le sud-est du département.
Le Tricastin et les Baronnies font partie de la Drôme provençale.
Cette entité n'est pas homogène sur les plans géologique et climatique. Le sud du Diois, à la lumière déjà méditerranéenne, est marqué par une flore appartenant à l'étage supra-méditerranéen, et un climat à forte influence semi-continentale. Plus au sud, le Tricastin est en climat véritablement méditerranéen, avec une influence semi-continentale atténuée (la mer est à 108 km de Nyons ou Pierrelatte, à vol d'oiseau). Une grande partie de la végétation méditerranéenne s'arrête à la montagne de la Lance, la montagne de la Série et le col de Soubeyrand : pins d'Alep, pins maritimes, chênes verts, chênes kermès, pistachiers térébinthes, filaires, genévriers de Phénicie, genévriers cades, lavandes, thym, romarin,... Plus au nord domine le chêne pubescent tandis que l'on rencontre le hêtre sur les flancs nord des montagnes et collines, et le pin sylvestre (plus fréquent).

## Population
En 2008, on compte 132 175 habitants en Drôme provençale, répartis dans 155 communes et 12 cantons.
La population se concentre dans la vallée du Rhône, le Tricastin et les vallées : Montélimar (2 cantons), Pierrelatte, Saint-Paul-Trois-Châteaux, Donzère, Dieulefit, Grignan, Taulignan, Nyons, Suze-la-Rousse. Dans certains villages du haut pays, la population n'excède pas les vingt habitants (1 habitant à Rochefourchat).

## Villes
Les principales villes et chefs-lieux de cantons sont :
- Buis-les-Baronnies
- Dieulefit
- Grignan
- Montbrun-les-Bains
- Montélimar
- Nyons
- Pierrelatte
- Rémuzat
- Saint-Paul-Trois-Châteaux
- Séderon
- Taulignan.

## Communications
La plaine est desservie par l'autoroute A7 (sortie 19 : Bollène/Nyons et sortie 18 : Montélimar-Sud/Donzère/Dieulefit) ainsi que par le TGV sur la LGV Méditerranée (Valence ou Montélimar). Le projet de gare à Allan (en cours de discussions), permettrait de desservir une plus grande zone de la drome Provençale, mais en réduisant celle déjà existante à Montélimar par exemple. 
L'ouverture d'un péage sur l'A7 au nord de Saint-Paul-Trois-Châteaux est prévu en 2025 afin de desservir la nouvelle zone d'activité commerciale Drôme-Sud-Provence et la zone touristique des gorges de l'Ardèche en délestant les deux sorties du Vaucluse et de la Drôme, Bollène et Montélimar[réf. nécessaire].

## Tourisme

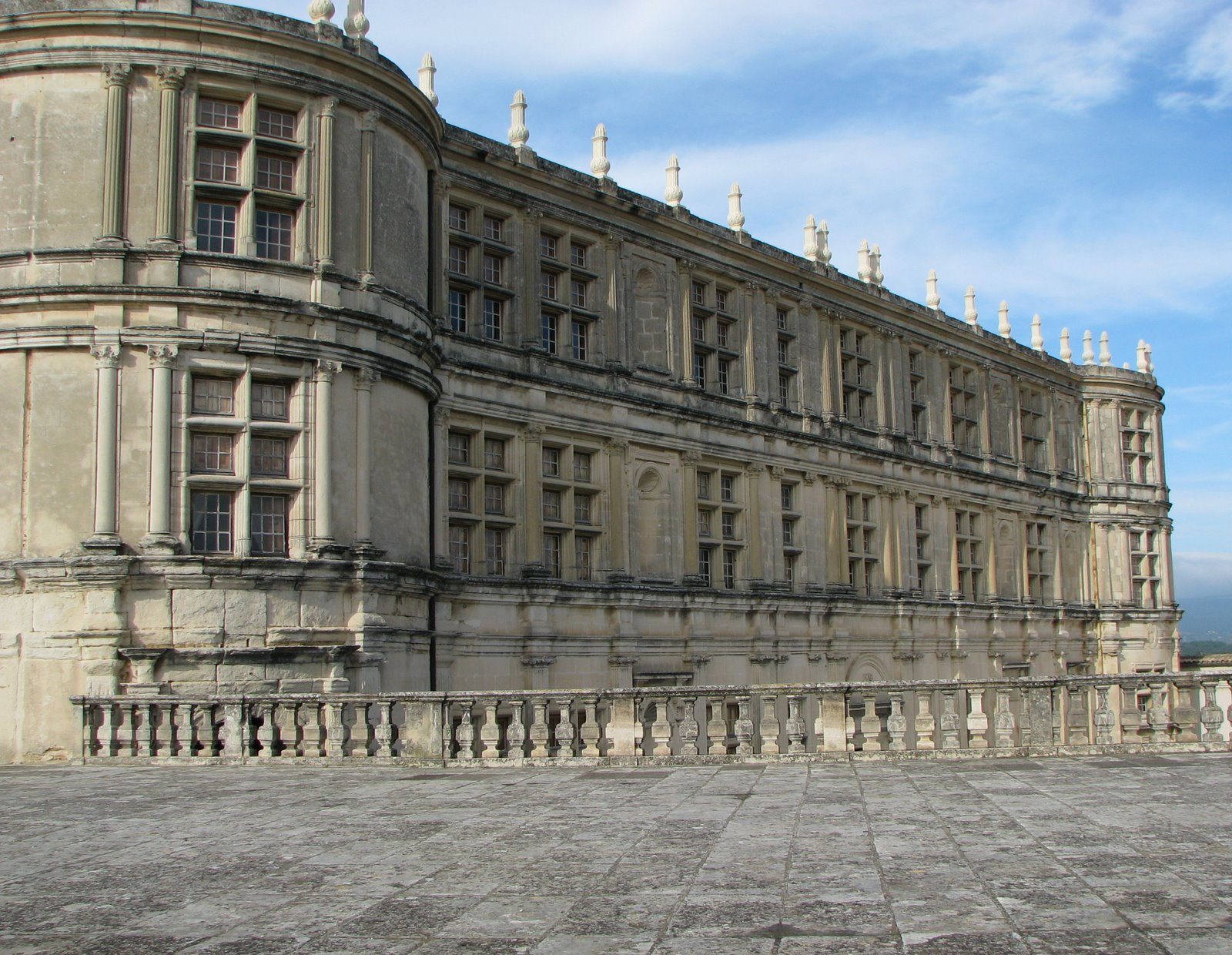
Château de Grignan.

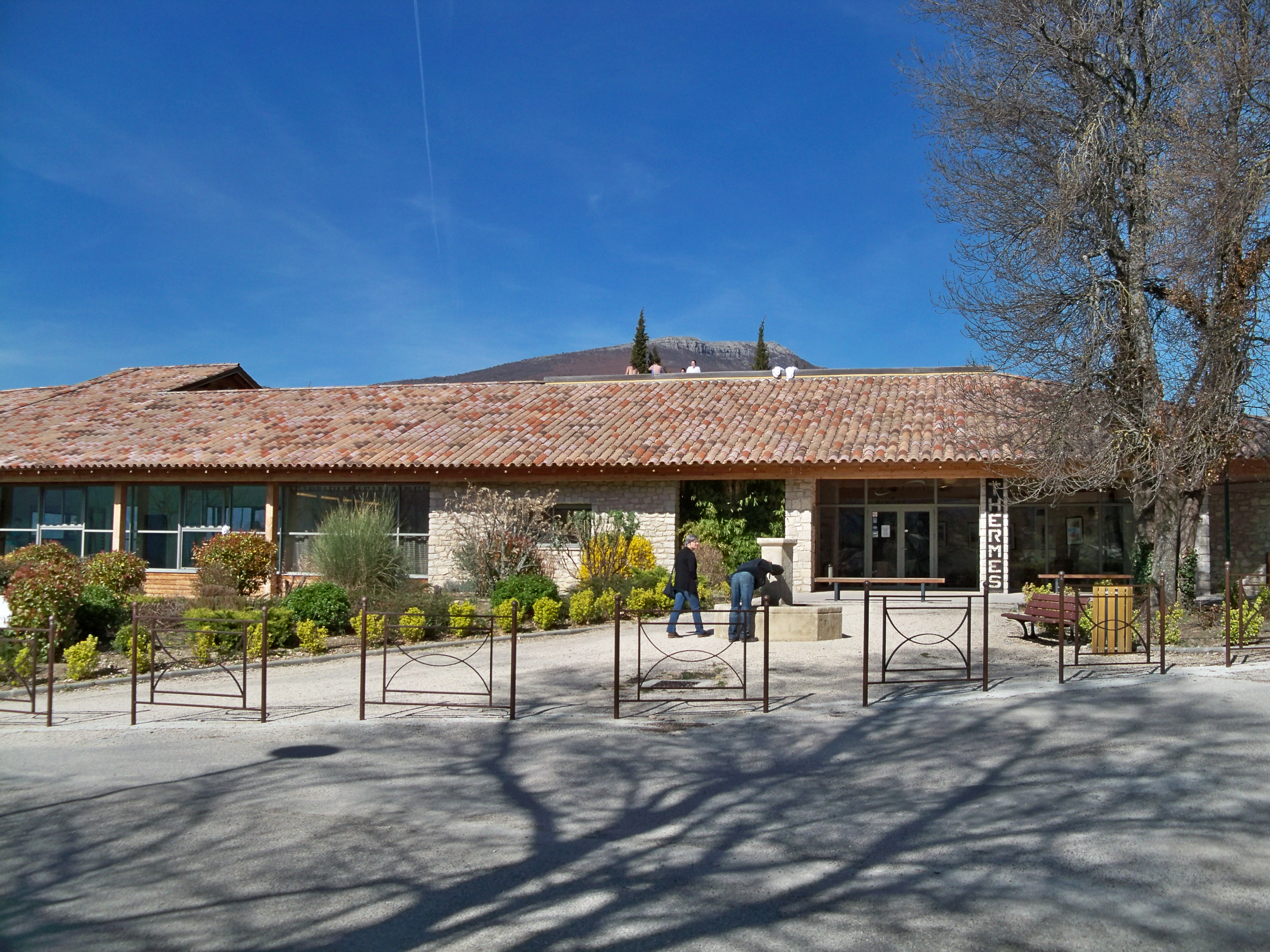
Entrée des thermes de Montbrun-les-Bains.

Il y a eu 1 111 355 visiteurs dans les sites touristiques de la Drôme Provençale en 2011.[réf. nécessaire]

### Les chiffres clés du tourisme en Drôme provençale
Les chiffres clés du tourisme en Drôme provençale, fournis par l'observatoire du Tourisme de la Drôme :
2011 est la meilleure année touristique pour la Drôme depuis 10 ans (+1,9 % de nuitées par rapport à 2010), au 39e rang des départements pour les nuitées des touristes français et au 6e rang en région Rhône-Alpes.
Le poids économique du tourisme :
2 400 000 nuitées (soit 30 % des nuitées réalisées en Drôme) ;
- 1 370 000 marchandes ;
- 1 030 000 en résidences secondaires ;
- un panier moyen par nuitée de 39 € ;
- soit 94 millions d’€ de retombées économiques sur le territoire (chiffre minimal, ne prenant pas en compte les dépenses des excursionnistes) ;
- environ 1 750 emplois salariés permanents (hors emplois non salariés et emplois saisonniers).

Les touristes français dans la Drôme :
- 3 séjours sur 4 sont réalisés en hébergement non marchand (résidences secondaires, familles et amis) ;
- 63 % des séjours sont des « courts séjours » (- de 3 nuits) ;
- la durée moyenne d’un séjour est de 4,5 jours ;
- 1/4 des nuitées sont réalisées par les 50-54 ans ;
- 1 séjour sur 5 est réalisé en juillet - août.
- Les activités principales sur le territoire sont :
  - Promenade (28 %) ;
  - Pas d’activité particulière (24 %) ;
  - Visite de villes / villages (12 %) ;
  - Marchés, foires, brocantes (10 %) ;
  - Visite de sites naturels (8 %) ;
  - Autres activités (18 %).
- 80 % des séjours se réalisent en voiture, 16 % en train.

Les clientèles touristiques :
- 64 % de clientèle française

1 – Rhône Alpes (31 %)
2 – Île-de-France (24 %)
3 – PACA (10 %)
4 – Alsace (5 %)
- 36 % de clientèle étrangère

1 – Pays-Bas (54 %)
2 – Belgique (17 %)
3 – Allemagne (10 %)
4 – Grande-Bretagne (5 %)
Les 9 sites les plus visités :

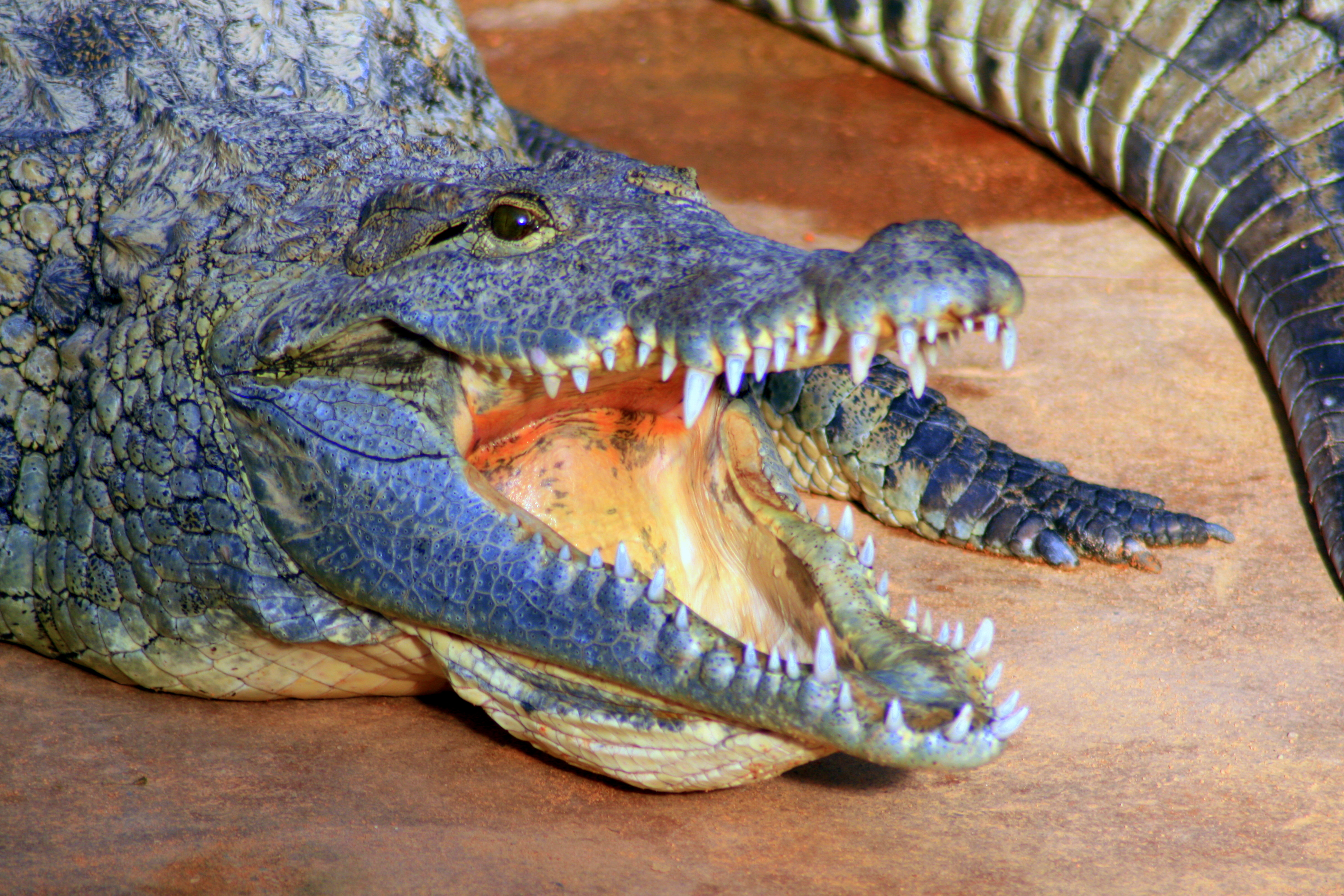
Crocodile du Nil à Pierrelatte.

- La Ferme aux crocodiles à Pierrelatte
- Le Château de Grignan à Grignan
- La Cave coopérative du Nyonsais à Nyons
- L'Abbaye Notre-Dame d'Aiguebelle à Montjoyer

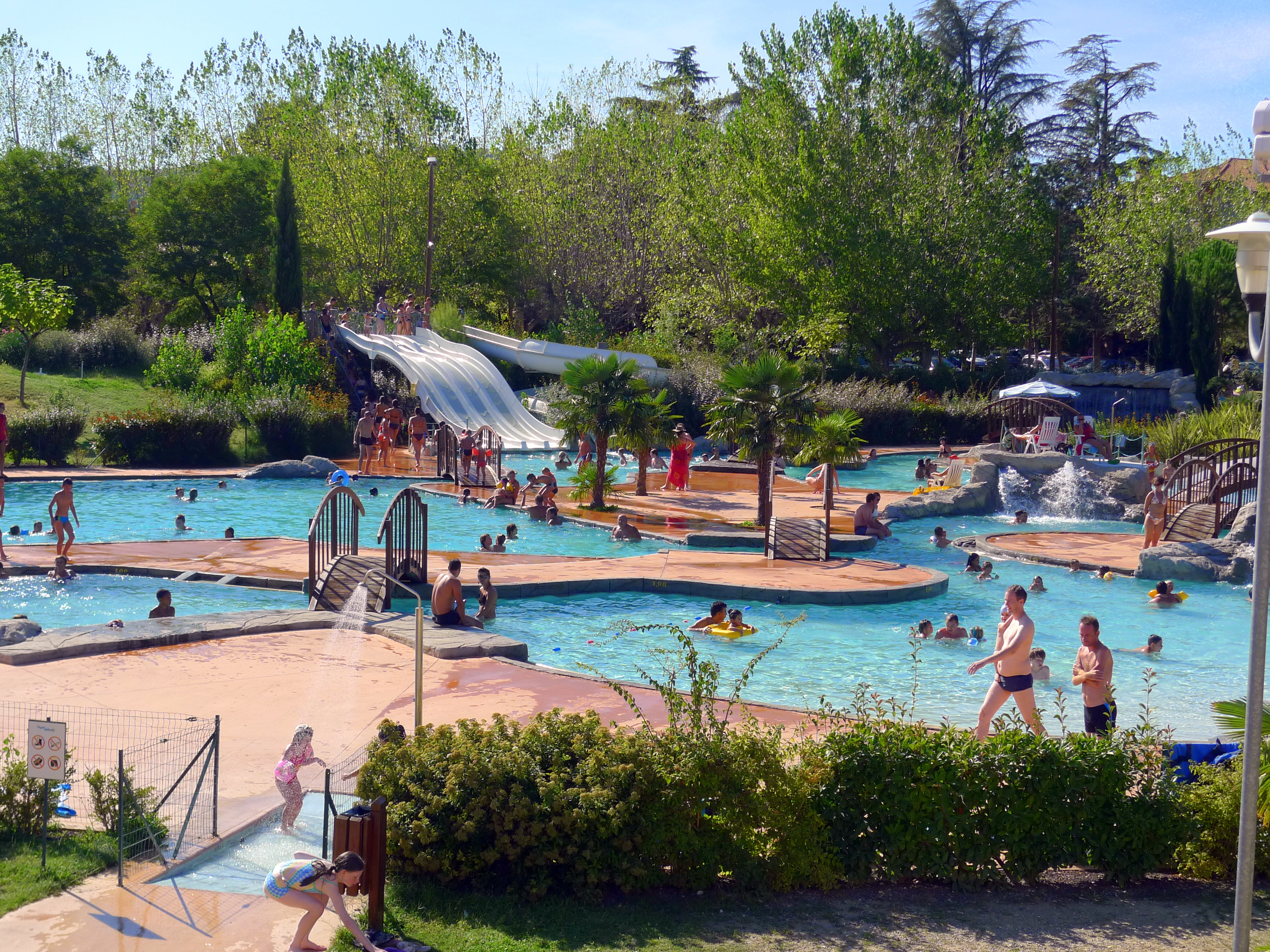
Le pôle aquatique Soleïado.

- Le pôle aquatique Soleïado à Nyons
- La Base nautique et de loisirs à Montélimar
- Les Thermes de Montbrun-les-Bains

Les principaux festivals : (+ de 42 000 spectateurs au total)
- Fêtes Nocturnes de Grignan
- Festival Montélimar-SESAME
- Éclats - la voix du pays de Dieulefit
- Parfum de Jazz à Buis-les-Baronnies

### Sites touristiques
Quelques sites et musées payants :
- La maison des plantes aromatiques et médicinales à Buis-les-Baronnies
- Le village provençal miniature à Grignan
- La distillerie Bleu Provence à Nyons
- L'atelier-musée de la soie à Taulignan
- La ferme de Pracoutel à Vesc

Quelques sites et musées gratuits :

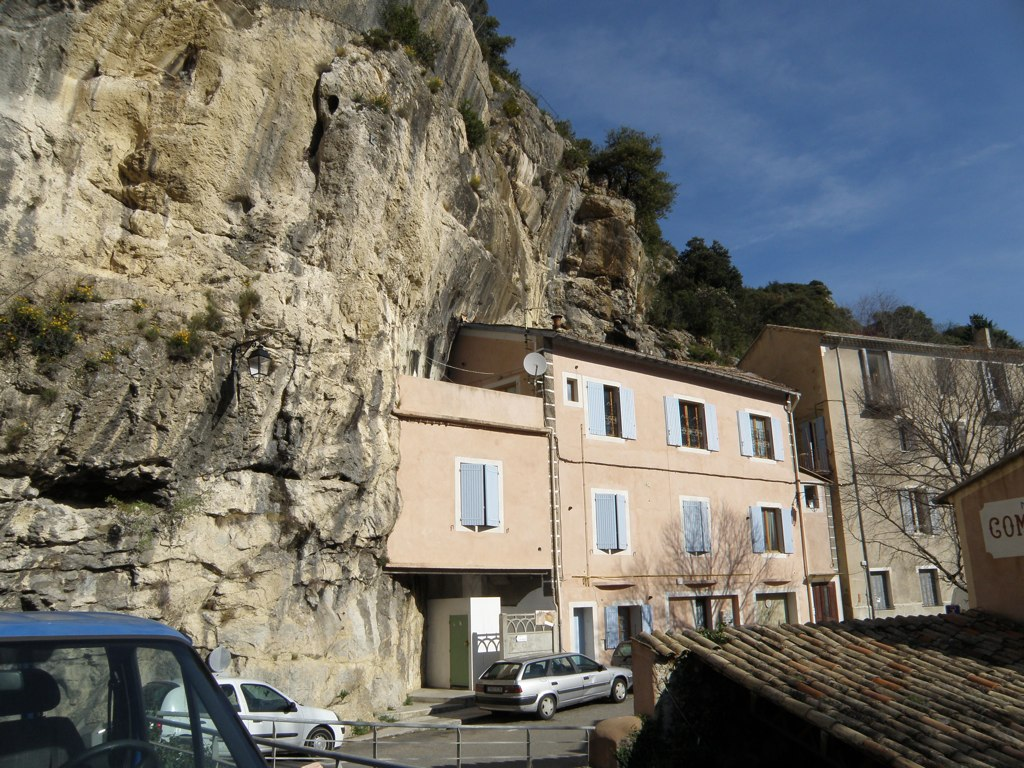
Scourtinerie de Nyons.

- Confiserie Arnaud Soubeyran à Montélimar
- Nougaterie Diane-de-Poytiers à Montélimar
- Le Chaudron d'Or à Montélimar
- Les Armoires Crèches à Venterol
- La Scourtinerie de Nyons
- Délices au miel à Roussas
- Domaine Eyguebelle à Valaurie

Les sites remarquables
- Archéologie : Oppidum Saint-Marcel, situé sur la commune du Pègue, Villa du Mollard à Donzère
- Châteaux : Château de Grignan ; Château des Adhémar, Château de Suze-la-Rousse, Château d'Aulan, Château de la Charce, Tour de Chamaret, Château de Rochefort en Valdaine, Tour de Crest, Tour d'Alancon,

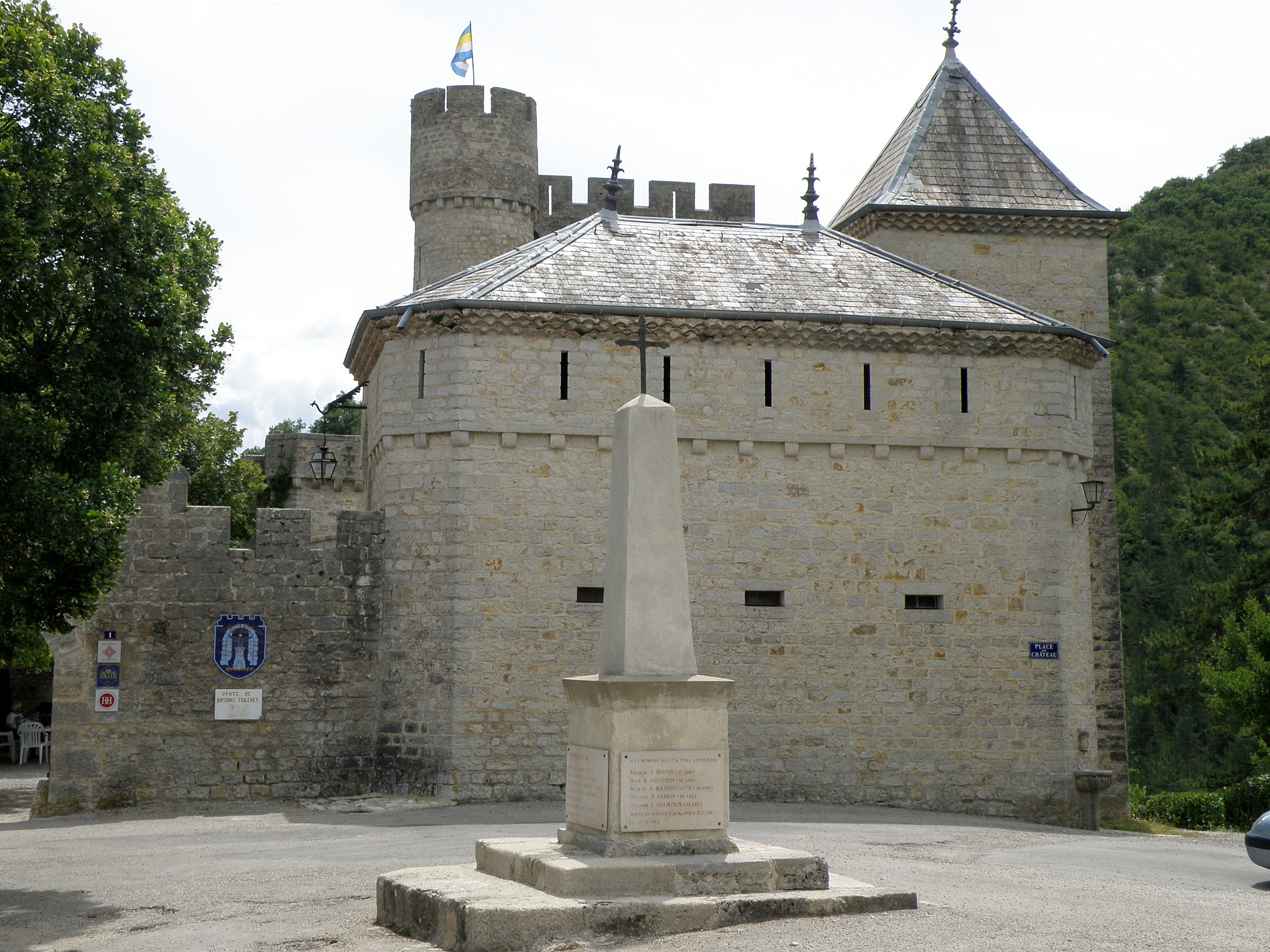
Château d'Aulan.
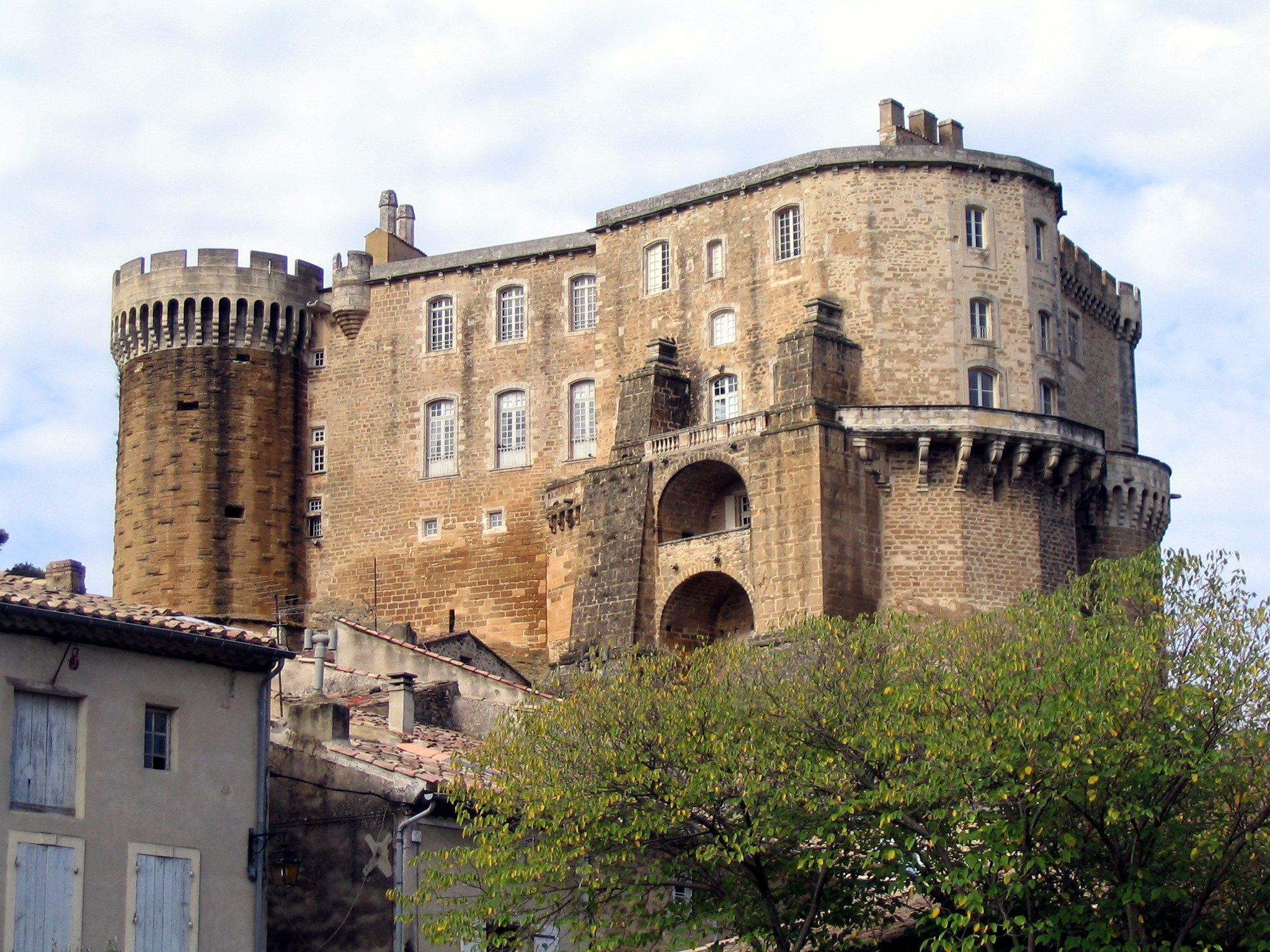
Château de Suze-la-Rousse.

- Édifices religieux : cathédrale Notre-Dame de Saint-Paul-Trois-Châteaux, prieuré du Val des Nymphes, chapelle du Saint-Sépulcre de Saint-Restitut, église de Saint-Restitut, collégiale Saint-Sauveur de Grignan, église Saint-Félix de Marsanne, abbaye de Bouchet, tour-donjon de Clansayes, commanderie du Poët-Laval

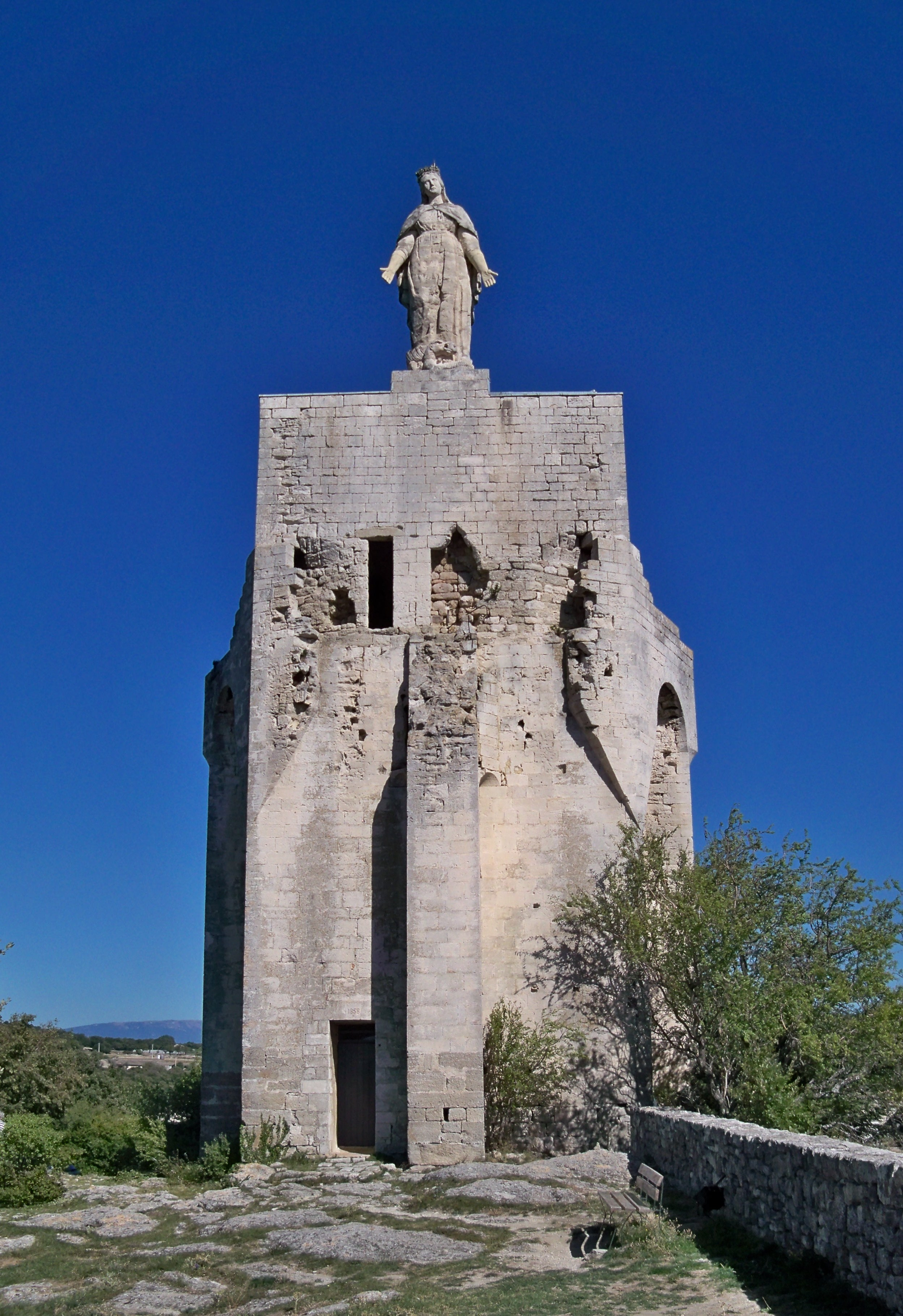
Tour donjon de Clansayes.
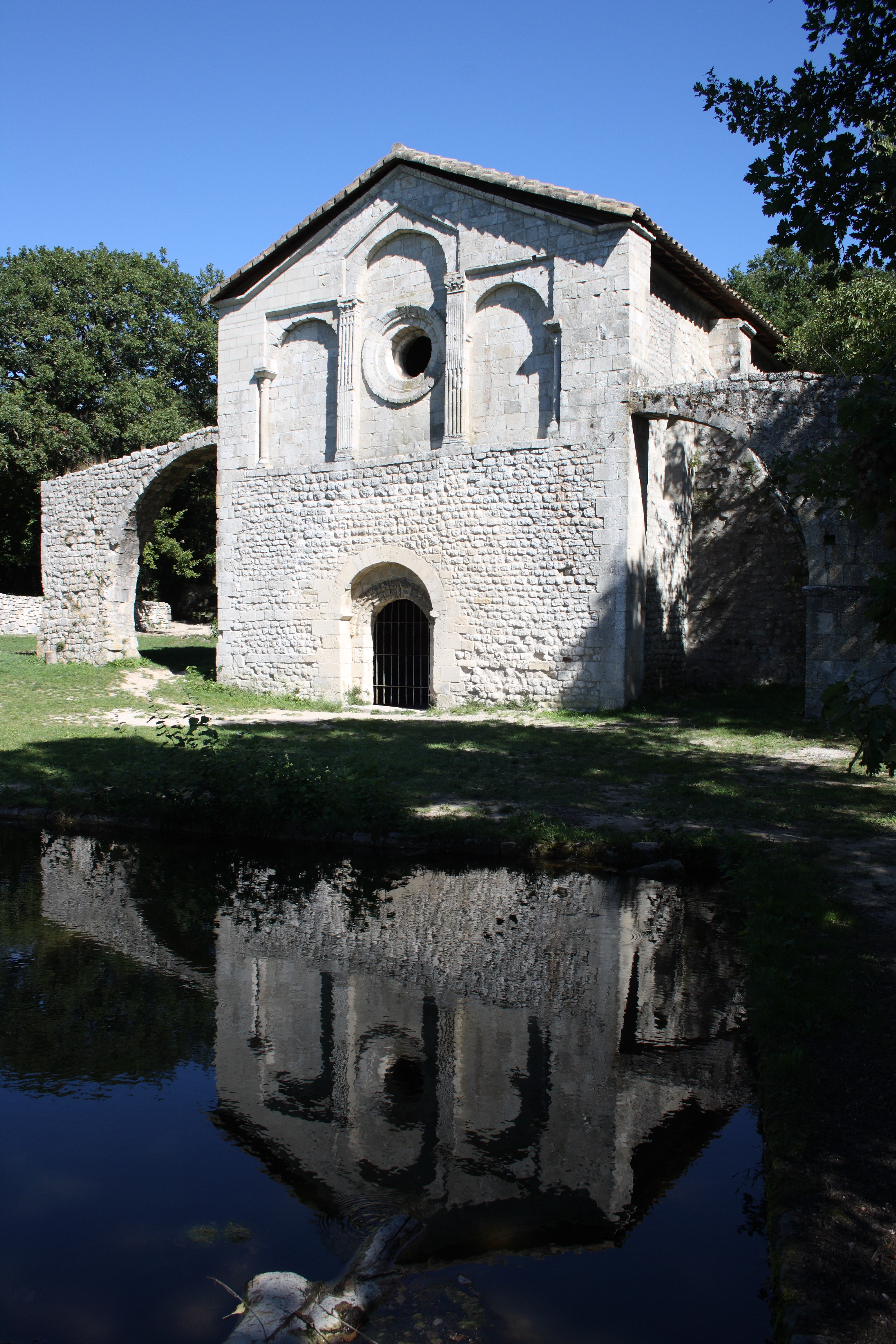
Val des Nymphes.

- Sites naturels : défilé de Donzère, défilé de Trente Pas, gorges de l'Eygues, val des Nymphes, la sablière à Réauville, la forêt de Saou, la forêt de Marsanne

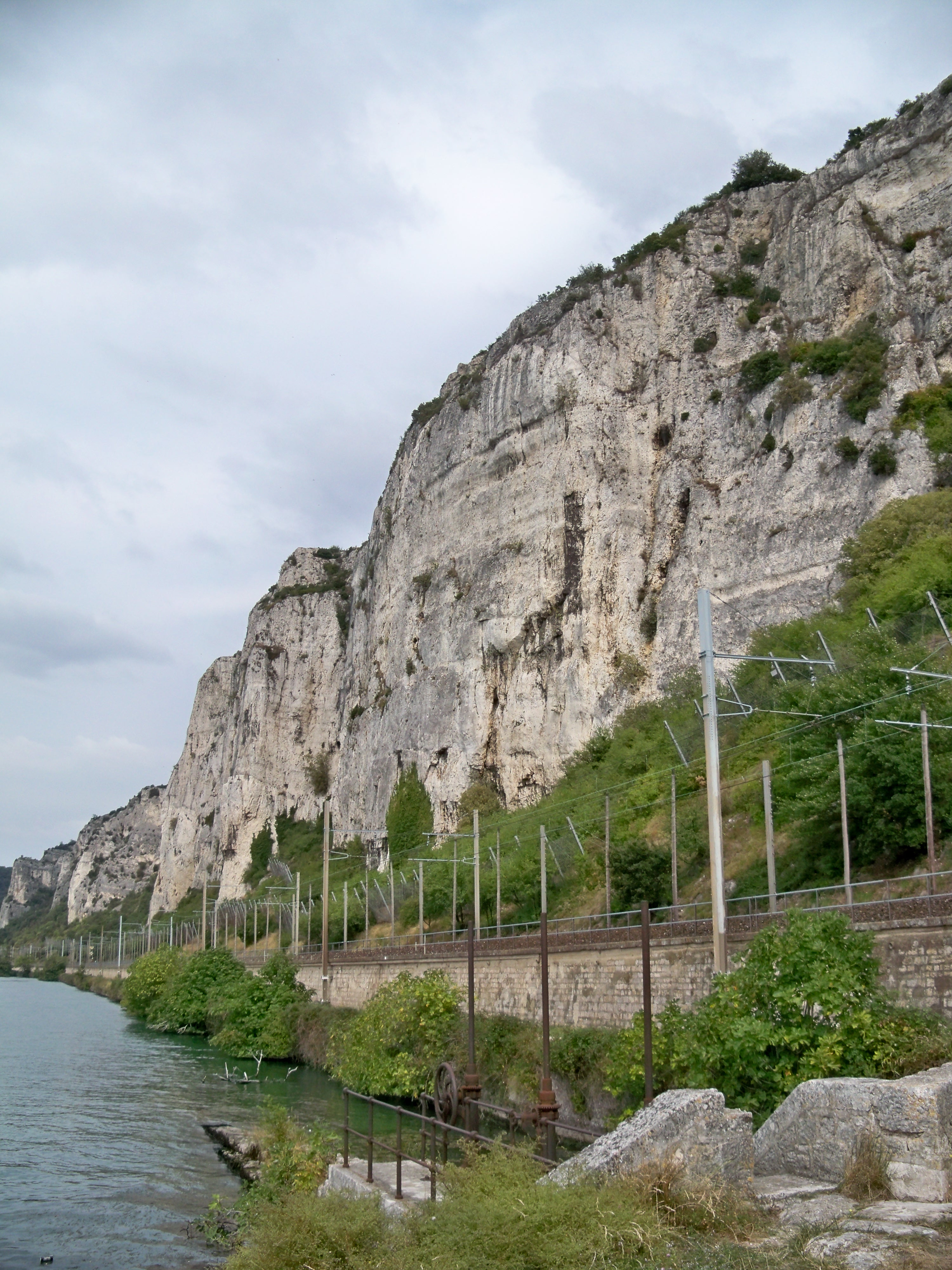
Défilé de Donzère.
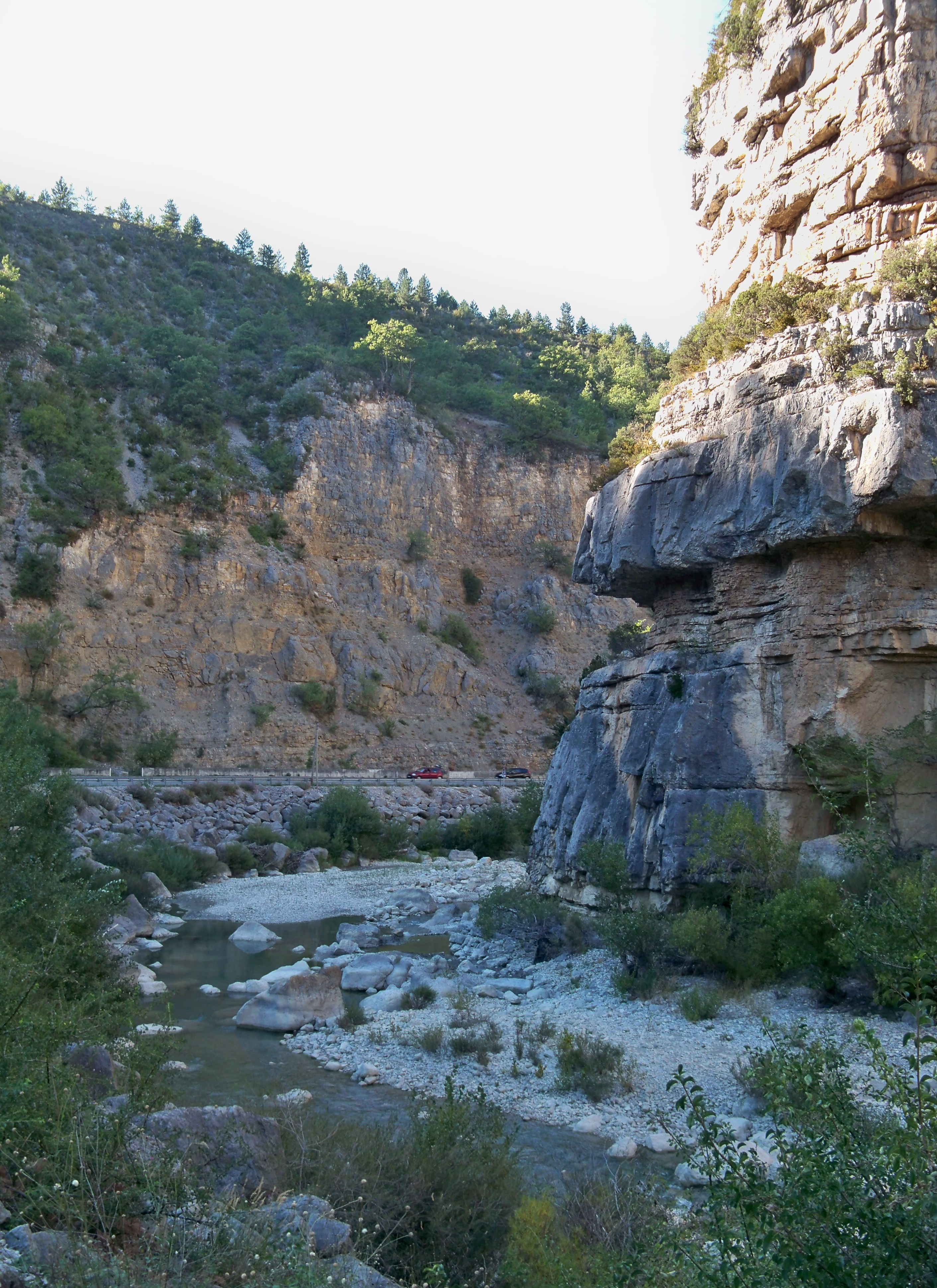
Gorges de l'Eygues.

- Sites et musées :
  - Arts et traditions populaires : Atelier Musée du livre et de la typographie à Grignan, Au pays des santons à Pierrelatte, Musée du protestantisme dauphinois à Le Poët-Laval, Couleurs de forge à Pierrelatte
  - Animaliers : Musée de l'abeille-Apidea à Comps, Vautours en Baronnies à Rémuzat, La Ferme aux crocodiles à Pierrelatte
  - Insolites : Musée de la miniature à Montélimar, Musée de la figurine à Tulette, Ellip6[24] à Pierrelatte, Musée Archéologique du Pègue sur la céramique pseudo-ionienne, Musée européen de l'avion de chasse à Montélimar…
- Parmi les plus beaux villages de France : La Garde-Adhémar, Le Poët-Laval, Montbrun-les-Bains (qui est également une station thermale).
- Autres : Route des Princes d'Orange, Tour funéraire de Saint-Restitut, Tour Randonne de Nyons, Pont de Nyons, Caves cathédrales de Saint-Restitut

### Les activités de plein air
- La randonnée : à pied, à vélo ou en VTT, à cheval.
- Le golf : deux parcours de 9 et 18 trous pour amateurs et novices sont disponibles.
- Le deltaplane et le parapente : 5 écoles.
- L'escalade et la via ferrata : plus de 1 000 voies[25],[26].

Parcours d'accrobranches, pêche, tir à l'arc, bases de loisirs et piscine, balades avec des ânes ou des poneys, etc.

## Habitat

### Habitat perché

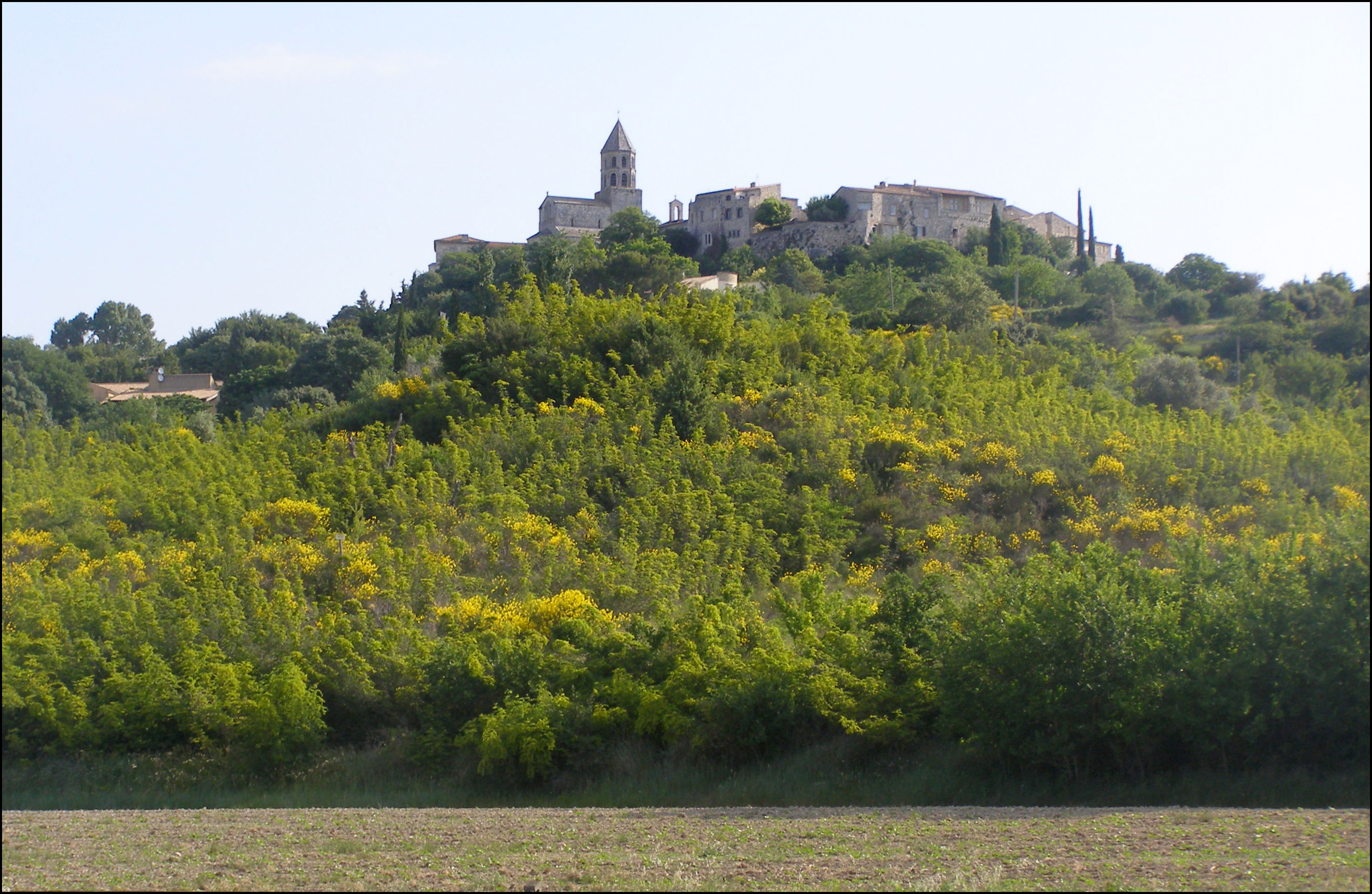
Village de La Garde-Adhémar.

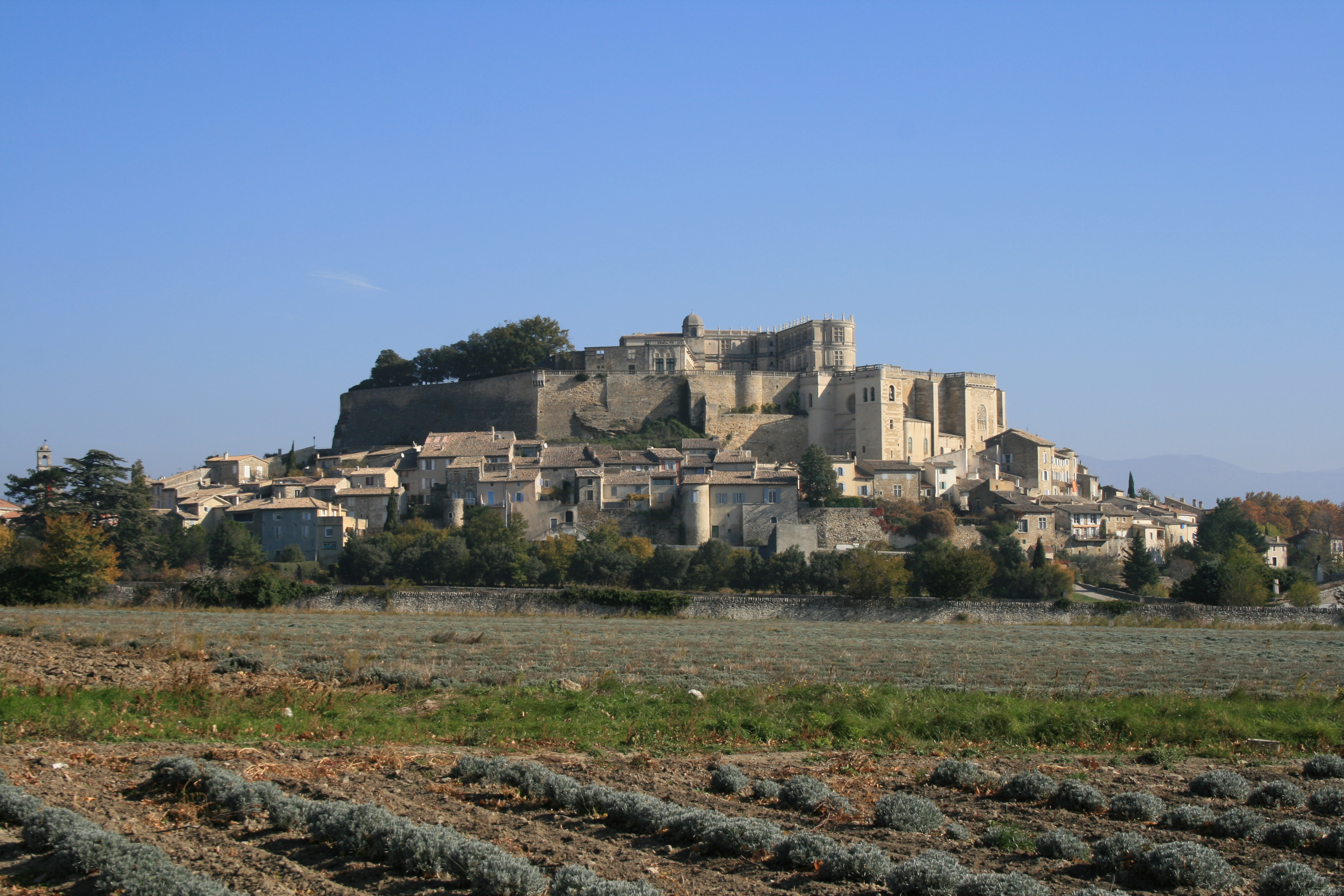
Grignan sur sa colline.

Ce type d'habitat est considéré comme typiquement provençal, il est surtout typiquement méditerranéen. Ces villages sis sur leur « acropole rocheuse », qui ont gardé leur aspect médiéval, forment par l'orientation des façades de leurs maisons - vers la vallée ou la voie de communication - un véritable front de fortification.
Fernand Benoit souligne leur origine quelquefois préhistorique en signalant que Cicéron, à propos des Ligures qui peuplaient la région, les dénomme castellani, c'est-à-dire habitants des castellas (Brutus, LXXIII, 256).
Ces villages perchés se trouvent dans essentiellement dans les zones collinaires dont le terroir est pauvre en alluvions et où l'eau est rare. Ce qui est le cas général en Provence sauf dans la basse vallée du Rhône et dans celle de la Durance, où les terres alluvionnaires abondent et surtout où l'eau est facilement accessible pour chaque propriété grâce à un puits creusé dans la cour de la maison.
De plus, ce groupement en communauté refermée sur elle-même correspond à des régions de petites propriétés, où les seules terres fertiles se situent au fond de quelques vallons, et ce regroupement a facilité l'existence d'un artisanat rural indispensable aux villageois (charron, forgeron, etc.). À l’inverse, l'habitat dispersé implique de grands domaines qui tendent à vivre en autarcie. D'où la loi émise par Fernand Benoit « La misère groupe l'habitat, l'aisance le disperse ».

### Maison en hauteur

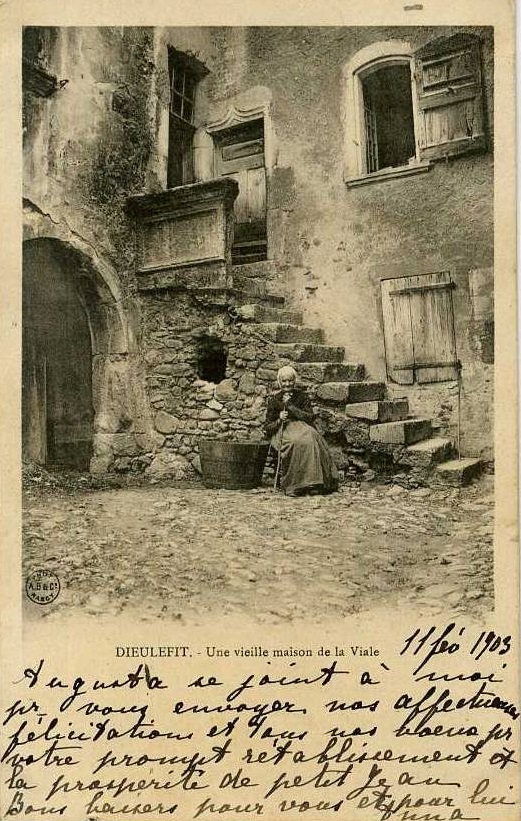
À Dieulefit, en, 1905, maison en hauteur et à pontin

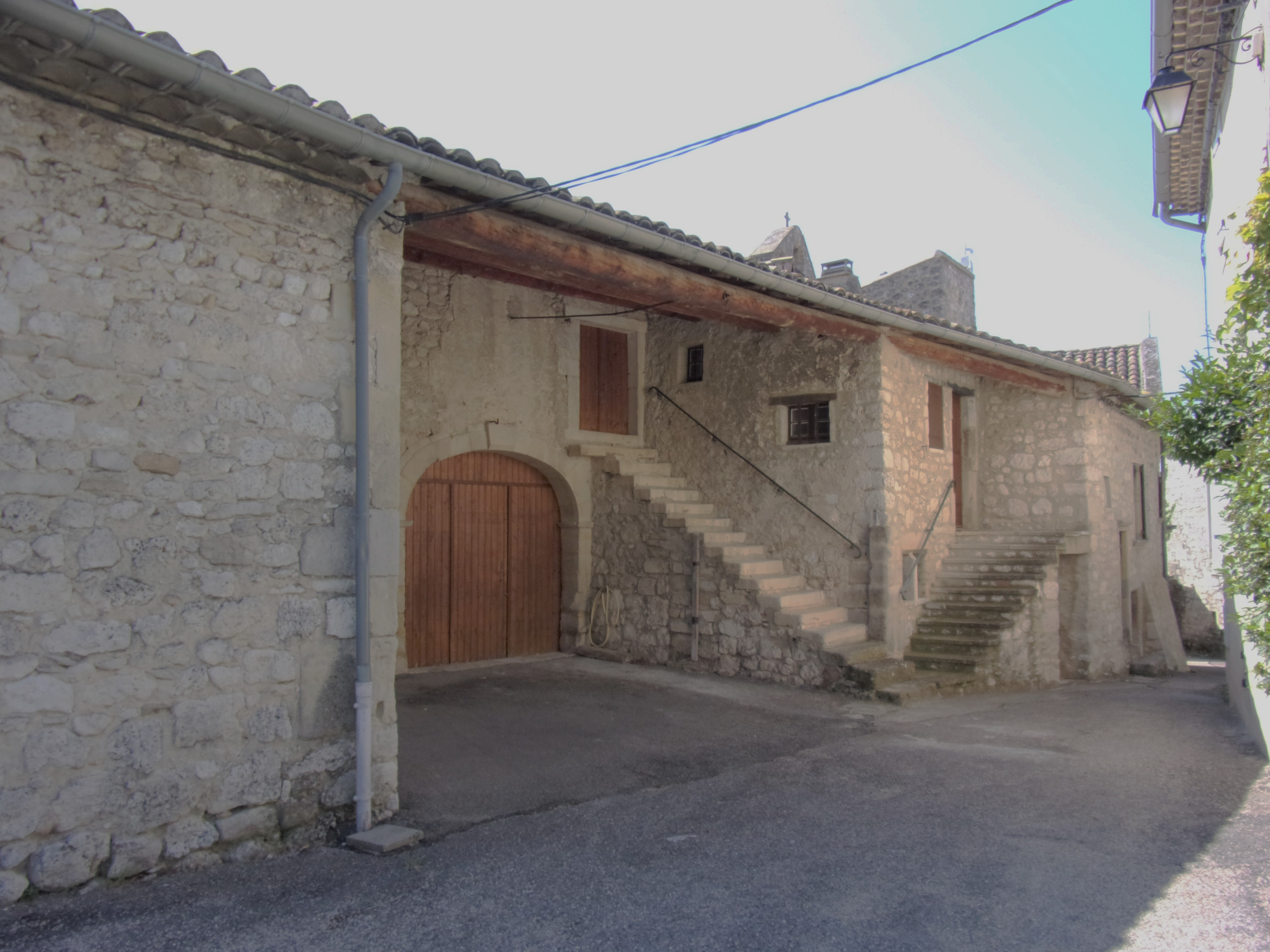
Maison en hauteur à Salles-sous-Bois

Fernand Benoit explique que « son originalité consiste à placer les bêtes en bas, les hommes au-dessus ». Effectivement, ce type d'habitation, qui se retrouve essentiellement dans un village, superpose sous un même toit, suivant une tradition méditerranéenne, le logement des humains à celui des bêtes. La maison en hauteur se subdivise en une étable-remise au rez-de-chaussée, un logement sur un ou deux étages, un grenier dans les combles. Elle était le type de maison réservée aux paysans villageois qui n'avaient que peu de bétail à loger, étant impossible dans un local aussi exigu de faire tenir des chevaux et un attelage.
Elle se retrouve aujourd'hui dans nombre de massifs montagneux ou plateaux de la Provence occidentale.
Ces maisons datent pour la plupart du XVIe siècle, période où les guerres de religion imposèrent de se retrancher derrière les fortifications du village. Celles-ci finies, il y eut un mouvement de sortie pour établir dans la périphérie de l'agglomération des « maisons à terre », plus aptes à recevoir des bâtiments annexes.
En effet, ce type d'habitation, regroupant gens et bêtes dans un village, ne pouvait que rester figé, toute extension lui étant interdite sauf en hauteur. Leur architecture est donc caractéristique : une façade étroite à une ou deux fenêtres, et une élévation ne pouvant dépasser quatre à cinq étages, grenier compris avec sa poulie extérieure pour hisser le fourrage. Actuellement, les seules transformations possibles - ces maisons ayant perdu leur statut agricole - sont d'installer un garage au rez-de-chaussée et de créer de nouvelles chambres au grenier. Pour celles qui ont été restaurées avec goût, on accède toujours à l'étage d'habitation par un escalier accolé à la façade.
La présence de terrasse ou balcon était une constante. La terrasse servait, en priorité, au séchage des fruits et légumes suspendus à un fil de fer. Elle était appelée trihard quand elle accueillait une treille qui recouvrait une pergola rustique. Quand elle formait loggia, des colonnettes soutenant un auvent recouvert de tuiles, elle était nommée galarié ou souleriè.

### Maison à terre

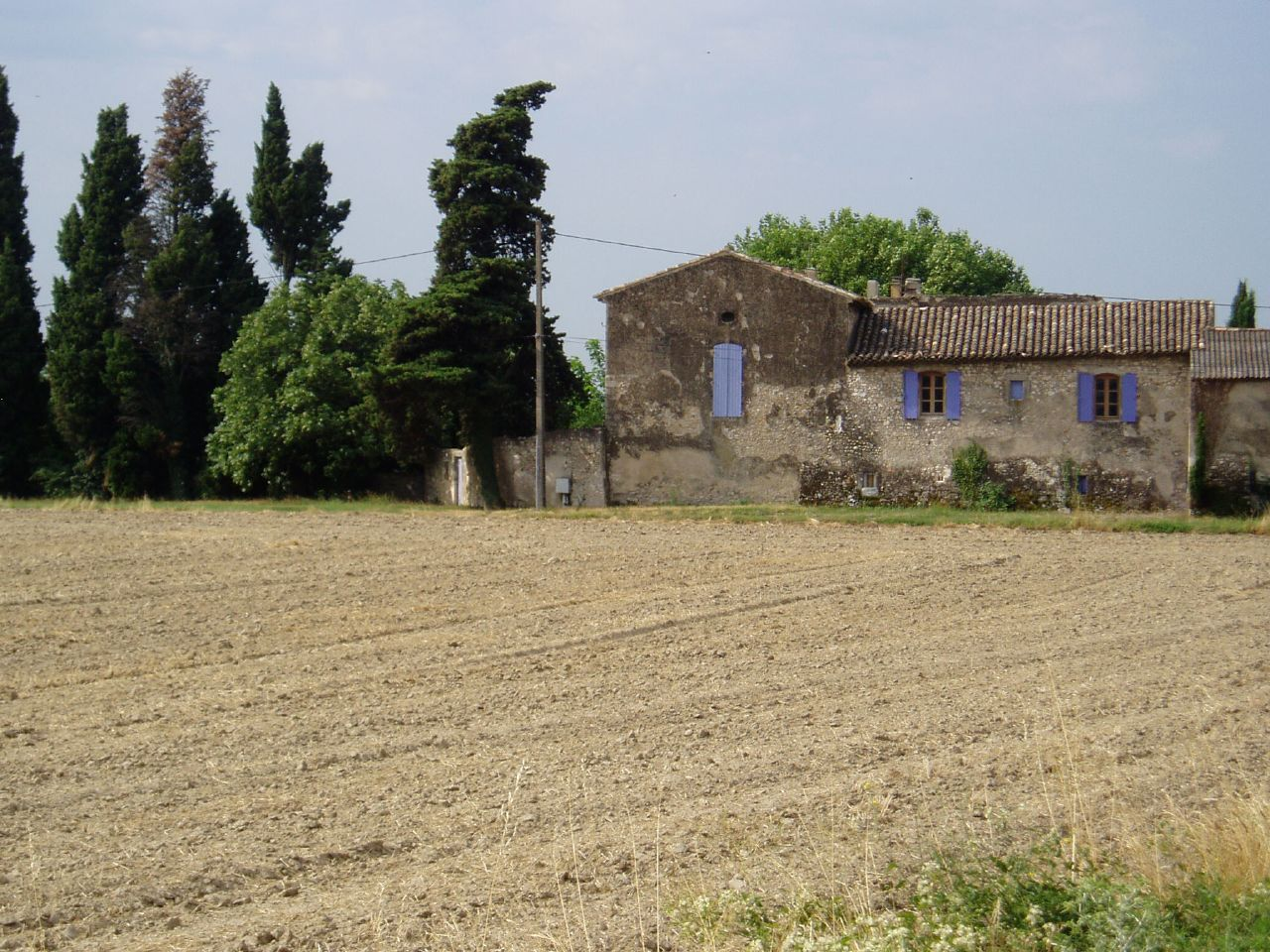
Grange (nom local d'un mas ou maison à terre) près de Pierrelatte.

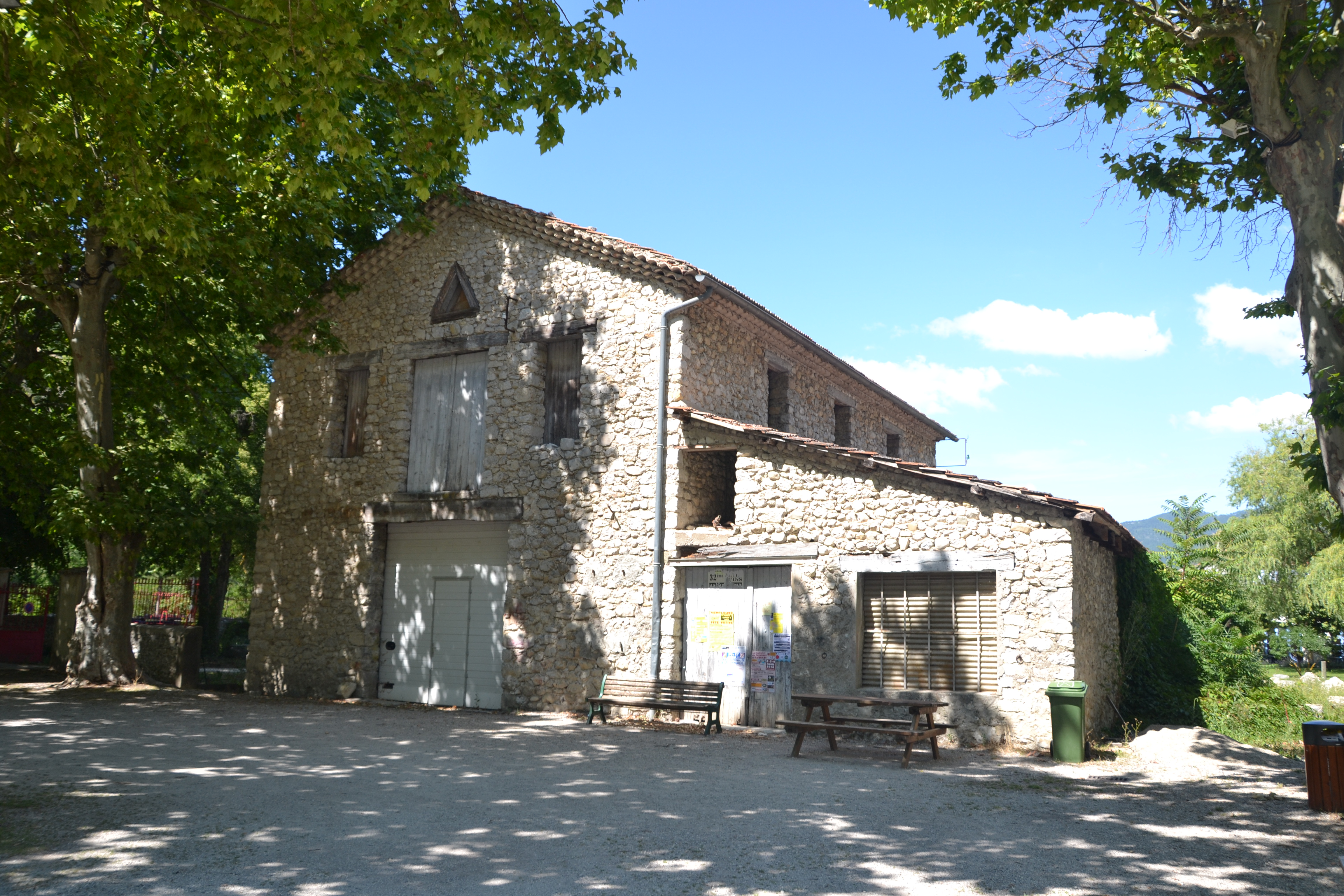
Maison de Rémuzat avec remise et grenier à foin

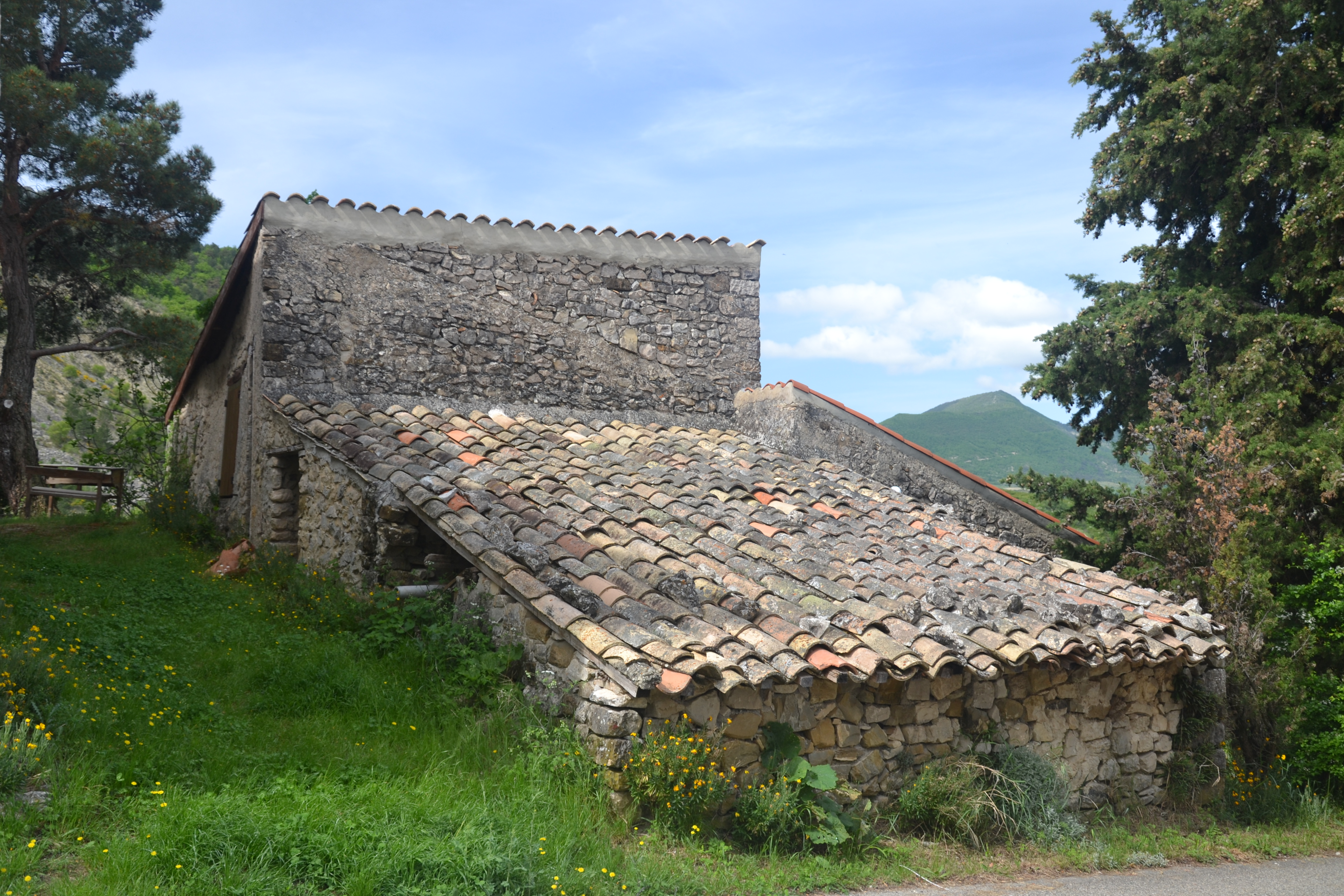
Maison à terre à Bésignan

Compartimenté dans le sens de la longueur, ce type de maison représente un stade d'évolution plus avancé que la « maison en hauteur ». Il est caractéristique de l'habitat dispersé. C'est l'habitation traditionnelle des pays de « riche culture » et la lavande en fut une.
Ce type de maison est divisé en deux parties très distinctes dans le sens de la longueur. Le rez-de-chaussée est occupé par une salle commune dans laquelle est intégrée la cuisine. Très souvent se trouve à l'arrière un cellier contenant la réserve de vin et une chambre. Un étroit couloir, qui permet d'accéder à l'étage, sépare cet ensemble de la seconde partie réservée aux bêtes. Celle-ci se compose, dans la plupart des cas, d'une remise qui peut servir d'écurie et d'une étable. L'étage est réservé aux chambres et au grenier à foin qui correspond par une trombe avec l'étable et l'écurie.
À cet ensemble, s'ajoutaient des annexes. Une des principales était la tour du pigeonnier, mais la maison se prolongeait aussi d'une soue à cochons, d'une lapinière, d'un poulailler et d'une bergerie.
Alors qu'aucune maison en hauteur ne disposait de lieu d'aisance, même en ville, la maison à terre permet d'installer ces « lieux » à l'extérieur de l'habitation. Jusqu'au milieu du XXe siècle, c'était un simple abri en planches recouvert de roseaux (canisse) dont l'évacuation se faisait directement sur la fosse à purin ou sur le fumier.
La construction d'un tel ensemble étant étalée dans le temps, il n'y avait aucune conception architecturale préétablie. Chaque propriétaire agissait selon ses nécessités et dans l'ordre de ses priorités. Ce qui permet de voir aujourd'hui l'hétérogénéité de chaque ensemble où les toitures de chaque bâtiment se chevauchent généralement en dégradé.
Chaque maison se personnalisait aussi par son aménagement extérieur. Il y avait pourtant deux constantes. La première était la nécessité d'une treille toujours installée pour protéger l'entrée. Son feuillage filtrait les rayons de soleil l'été, et dès l'automne la chute des feuilles permettait une plus grande luminosité dans la salle commune. La seconde était le puits toujours situé à proximité. Il était soit recouvert d'une construction de pierres sèches en encorbellement qui se fermait par une porte de bois, soit surmonté par deux piliers soutenant un linteau où était accrochée une poulie permettant de faire descendre un seau. L'approvisionnement en eau était très souvent complété par une citerne qui recueillait les eaux de pluie de la toiture.
Le pigeonnier devint, après la Révolution la partie emblématique de ce type d'habitat puisque sa construction signifiait la fin des droits seigneuriaux, celui-ci étant jusqu'alors réservé aux seules maisons nobles. Il était soit directement accolé à la maison, mais aussi indépendant d'elle. Toujours de dimension considérable, puisqu'il était censé ennoblir l'habitat, il s'élevait sur deux étages, le dernier étant seul réservé aux pigeons. Pour protéger ceux-ci d'une invasion de rongeurs, son accès était toujours protégé par un revêtement de carreaux vernissés qui les empêchait d'accéder à l'intérieur.

### Cabanon
L'existence de cette « maisonnette des champs » est toujours liée à une activité agricole qui contraint le paysan à rester éloigné de sa résidence habituelle. Dans son étude sur l'habitat rural, Fernand Benoit envisage à la fois le cas du pastoralisme et celui du sédentarisme. Pour le premier, la transhumance, qui permet aux troupeaux d'estiver dans les alpages, implique l'usage d'un habitat sur place de « type élémentaire » pour le berger. Suivant le lieu, il prend l'aspect d'un jas en pierre sèche ou d'une cabane édifiée en matériaux composites. Ce refuge lui sert à la fois d'abri et de laiterie.
Pour le paysan sédentaire, c'est l'éloignement de ses cultures qui impose un habitat aménagé près de son champ. Dans ce dernier cas, le cabanon correspond à un véritable habitat saisonnier qui est utilisé lors des travaux de longue durée.
Ces cabanons, qui se trouvent à l'orée ou au centre du champ, avaient aussi un rôle d'affirmation sociale pour le paysan. Ils étaient considérés comme « le signe de la propriété sur une terre qu'il entendait distinguer du communal ».

## Économie

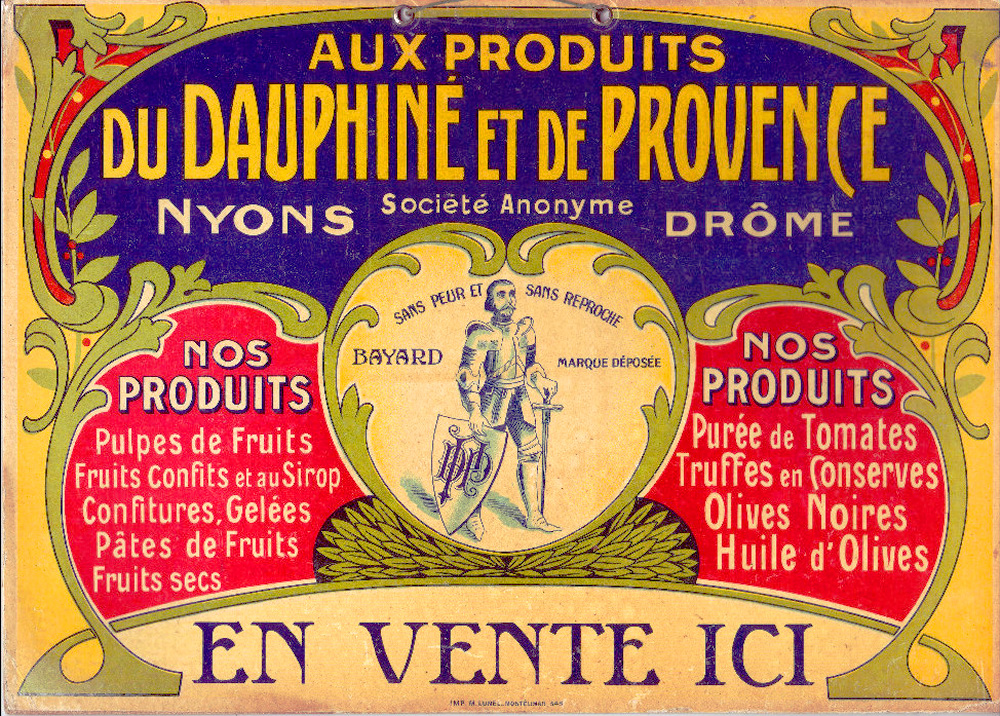
Produits régionaux de la Drôme provençale, entre Dauphiné et Provence

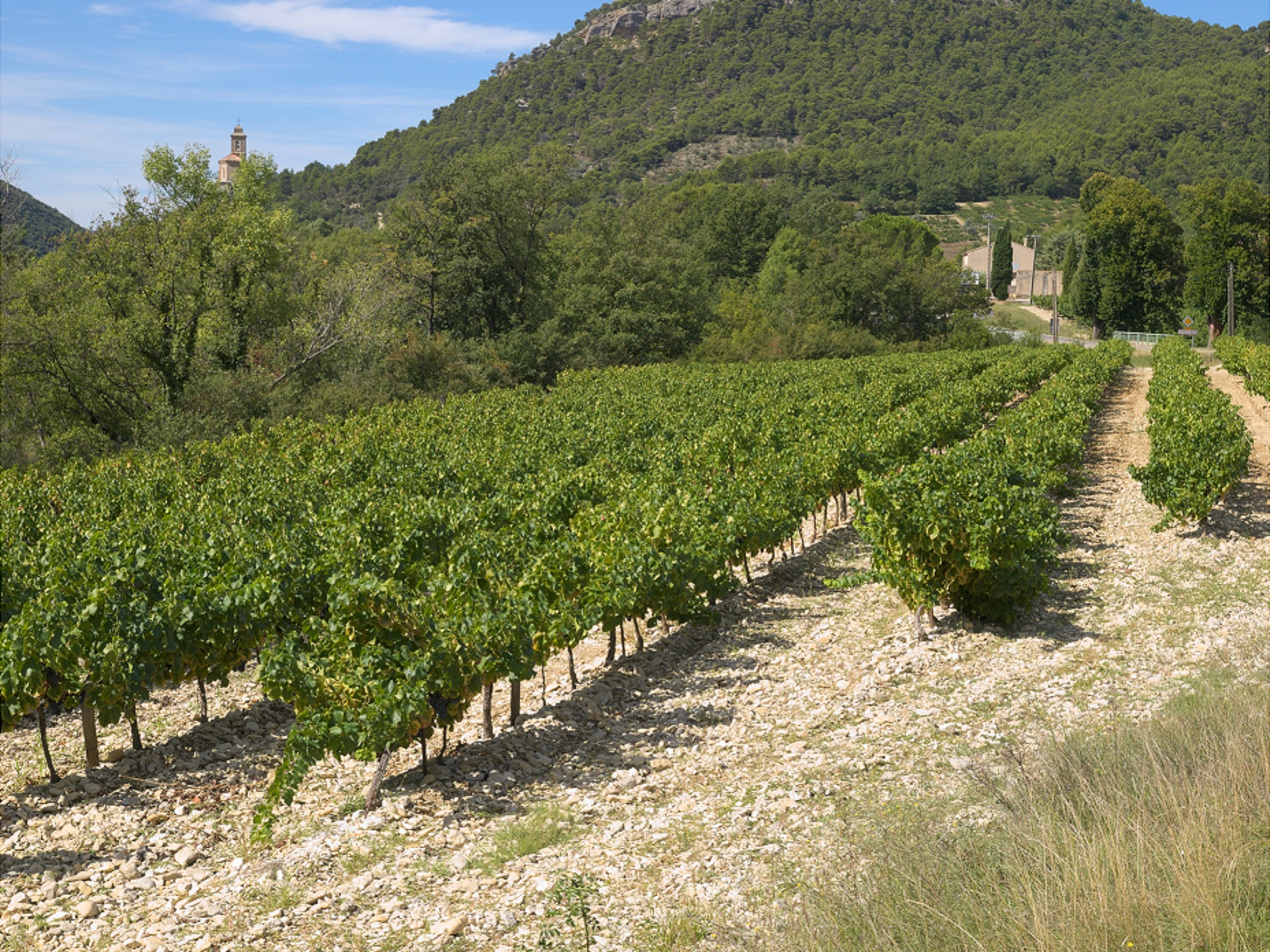
Vignoble des coteaux-des-baronnies en septembre.

### Agriculture
La Drôme est le 1er département bio de France en nombre de producteurs et en termes de surfaces certifiées. Il comptabilise 750 exploitations certifiées. L'agriculture est très variée, avec le maïs prédominant en plaine. Dans certains endroits abrités, une agriculture de type méditerranéenne : oliviers, blé, vignes, lavandes.
Orientation technico-économique des 155 communes :
- 2 Sans exploitation
- 11 Autres herbivores
- 1 Bovins mixte
- 3 Céréales et oléoprotéagineux (COP)
- 14 Cultures générales (autres grandes cultures)
- 29 Fruits et autres cultures permanentes
- 10 Ovins et caprins
- 60 Polyculture et polyélevage
- 21 Viticulture (appellation et autre)
- 4 Volailles

### Les produits du terroir

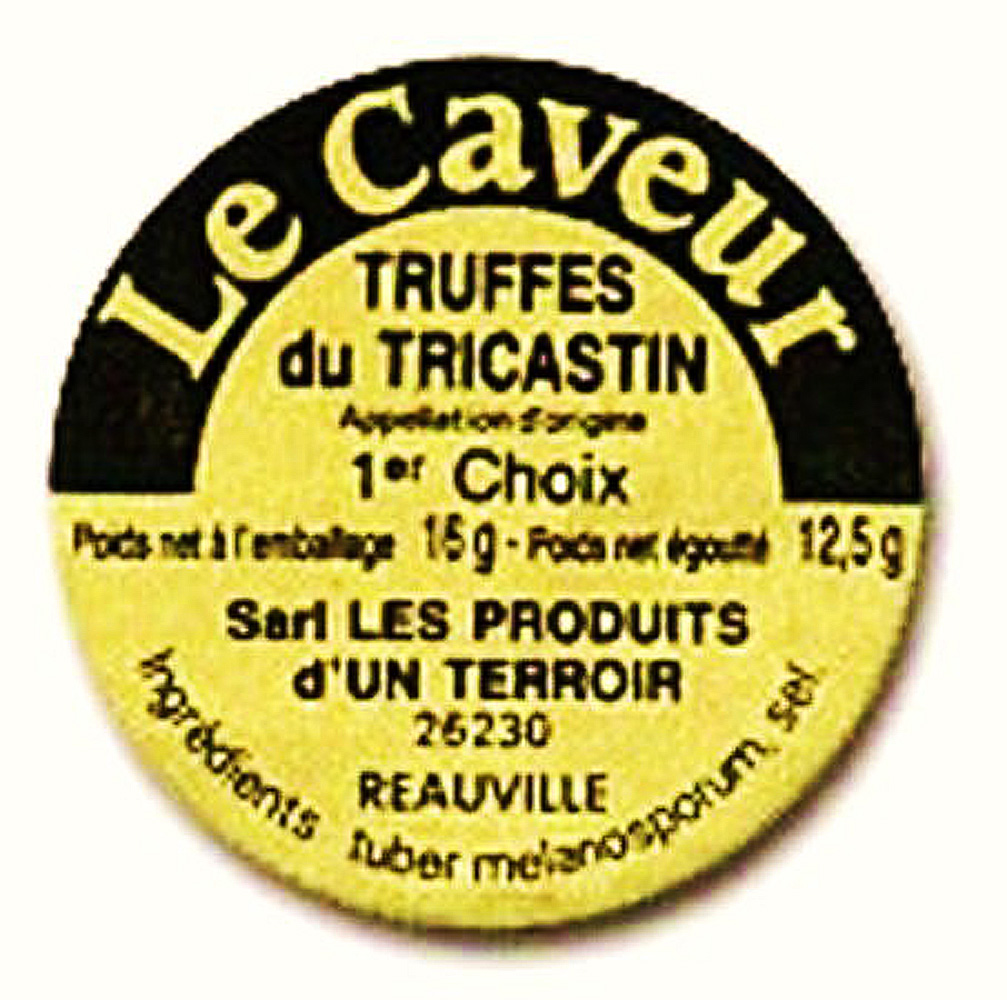
Truffe du Tricastin, appellation d'origine.

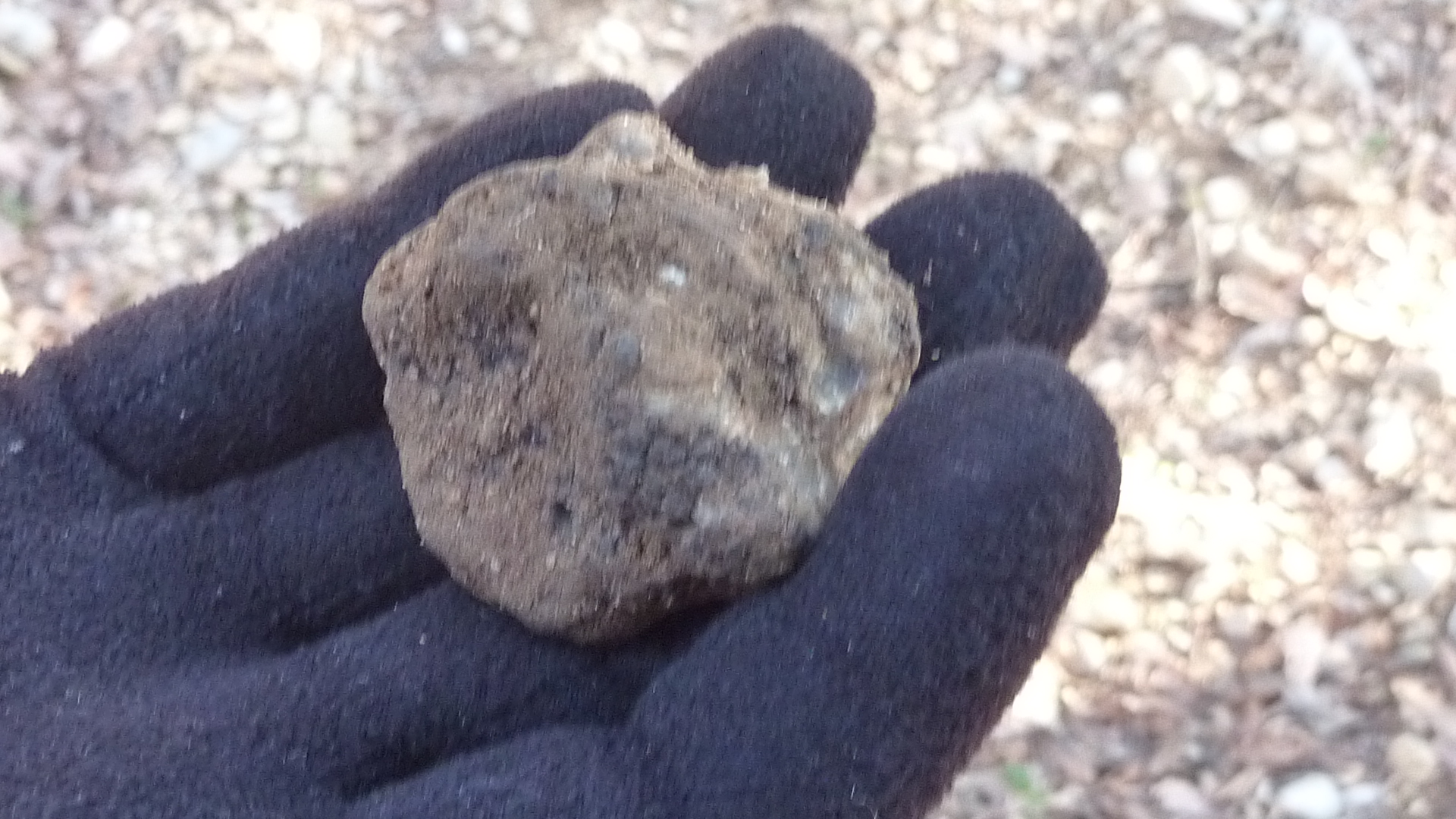
Tuber melanosporum, le diamant noir.

Voici une liste non exhaustive des produits présents en Drôme provençale .
- La truffe du Tricastin est protégée par une appellation d'origine depuis 1978[40], elle s'étend sur 68 communes de la Drôme et 15 communes de Vaucluse[41]. Pour revendiquer cette appellation, la truffe du Tricastin exige une stérilisation en première ébullition et uniquement avec des T. melanosporum[42].

Dans cette région, comme dans d'autres, les trufficulteurs se sont regroupés en syndicat de producteurs comme ceux de la Drôme des Collines (et Isère limitrophe)  ou le syndicat général de la truffe noire du Tricastin, qui a son siège social à la Maison de la Truffe et du Tricastin, à Saint-Paul-Trois-Châteaux.

Vendanges en Drôme provençale
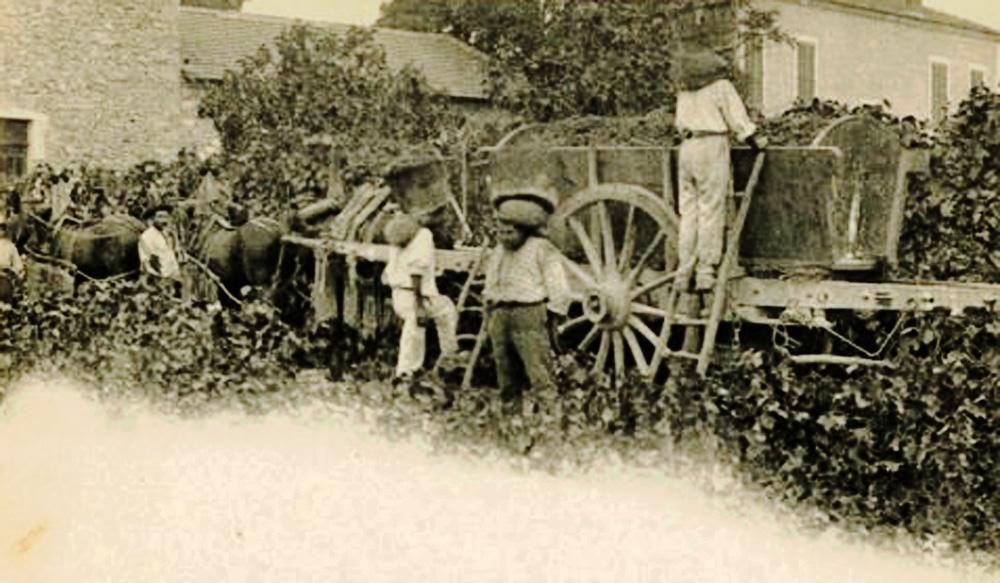
Porteurs de comportes
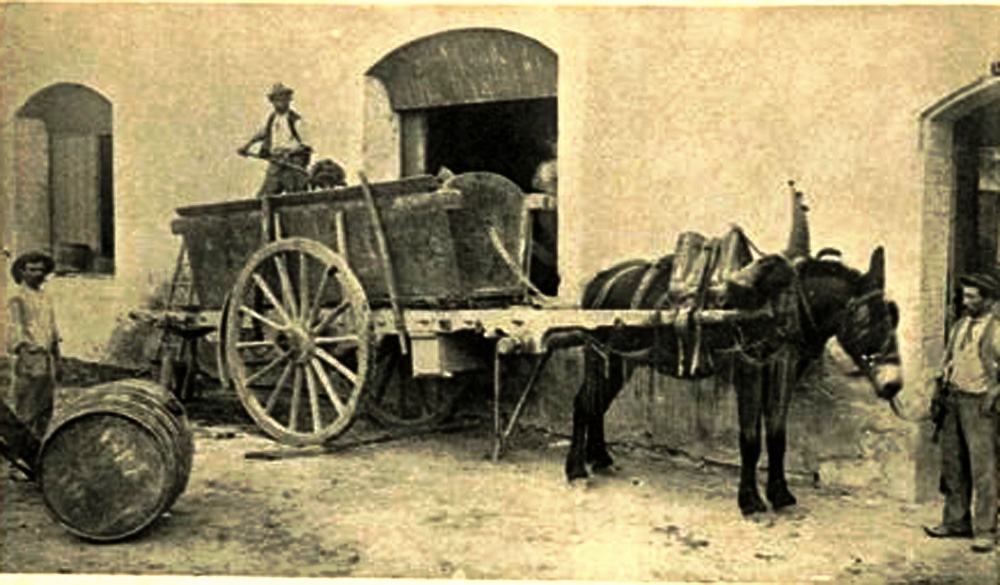
Arrivée à la cave

- Les vins. Les AOC et IGP sont :
  - Vinsobres (AOC)
  - Rousset-les-vignes
  - Saint-maurice-sur-eygues
  - Saint-pantaléon-les-vignes
  - Grignan-les-adhémar
  - Drôme (IGP)
  - Collines-rhodaniennes
  - Comté-de-grignan
  - Coteaux-de-montélimar
  - Coteaux-des-baronnies

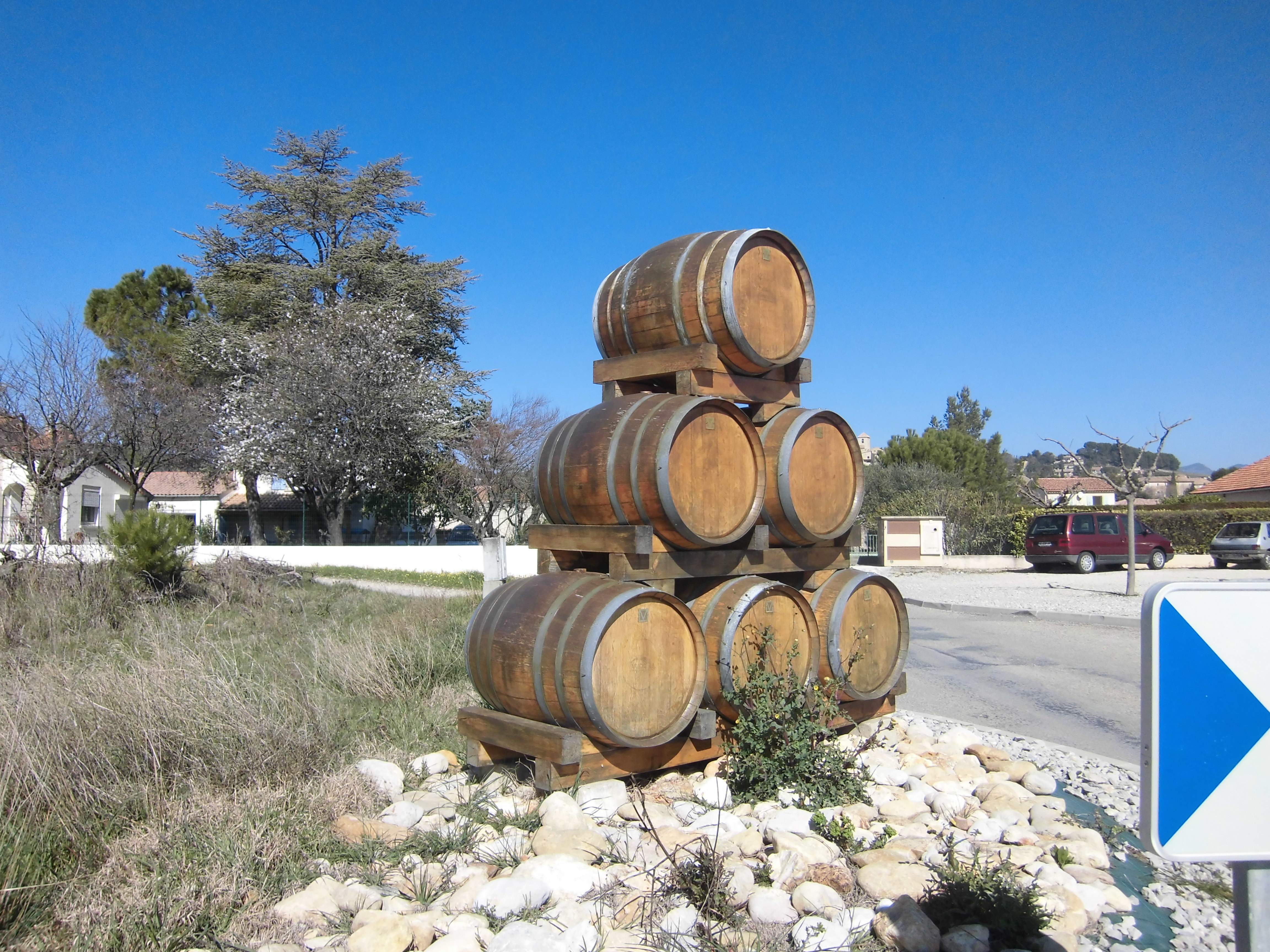
Vinsobres, les tonneaux à l'entrée du village.

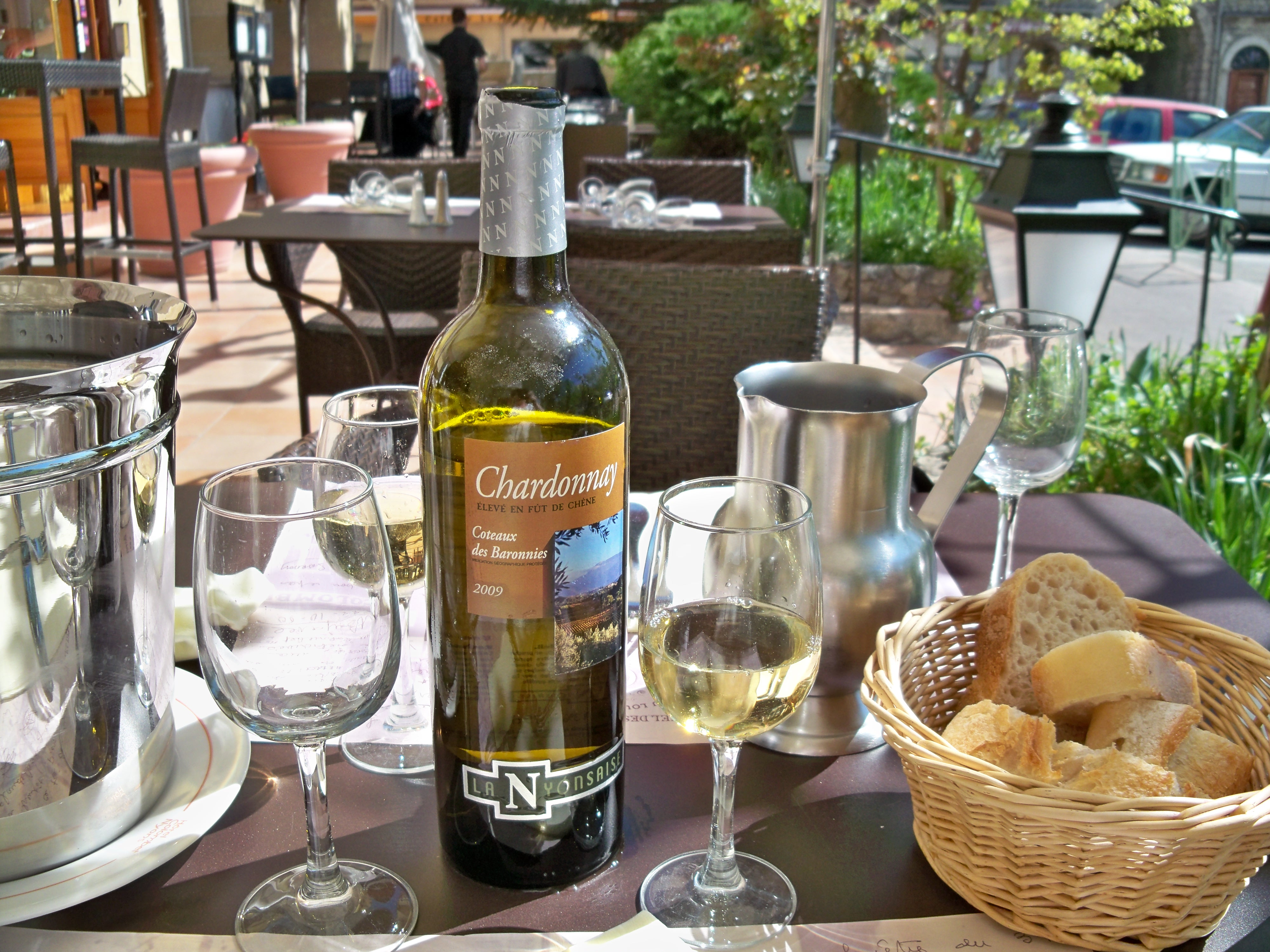
IGP Coteaux-des-baronnies blanc.

Le Cellier des Dauphins, un regroupement de coopératives de la Drôme et de Vaucluse, s'est engagé dans une nette orientation afin de proposer des vins issus de la viticulture biologique. Depuis 2009, c'est la première marque de vin à proposer une AOC issue de vignes conduites en agriculture bio. Ce sont 500 000 bouteilles de côtes-du-rhône qui ont été commercialisées en 2010. Pour développer ce secteur la marque a soumis un plan à l’Agence Bio qui l'a validé en décembre de la même année. Ce qui permet au Cellier de bénéficier désormais de la première aide collective de cette Agence.
Ce plan prévoit qu'en 2014 les treize caves coopératives adhérentes produiront 60 000 hectolitres de côtes-du-rhône avec des raisins issus de l'agriculture biologique. Afin d'atteindre cet objectif, un partenariat a été mis en place avec l'Université du vin de Suze-la-Rousse, les chambres d’Agriculture de Vaucluse et de la Drôme et les vignerons volontaires.
- Les volailles
  - Volailles de la Drôme
- L'Agneau de Sisteron
- L'Ail
  - Ail de la Drôme
- Les Céréales
  - Le Petit épeautre de Haute-Provence

- Les Fruits
  - Abricots
  - Pêches
  - Nectarines
  - Brugnons

- Les Plantes aromatiques
  - La Lavande
  - Le Tilleul
- Les Produits transformés
  - La Croquette de Vinsobres
  - Le Nougat
  - Le Miel
  - Le Picodon et Fromage de chèvre
  - L'Olive noire de Nyons
  - L'Huile d'olive de Nyons

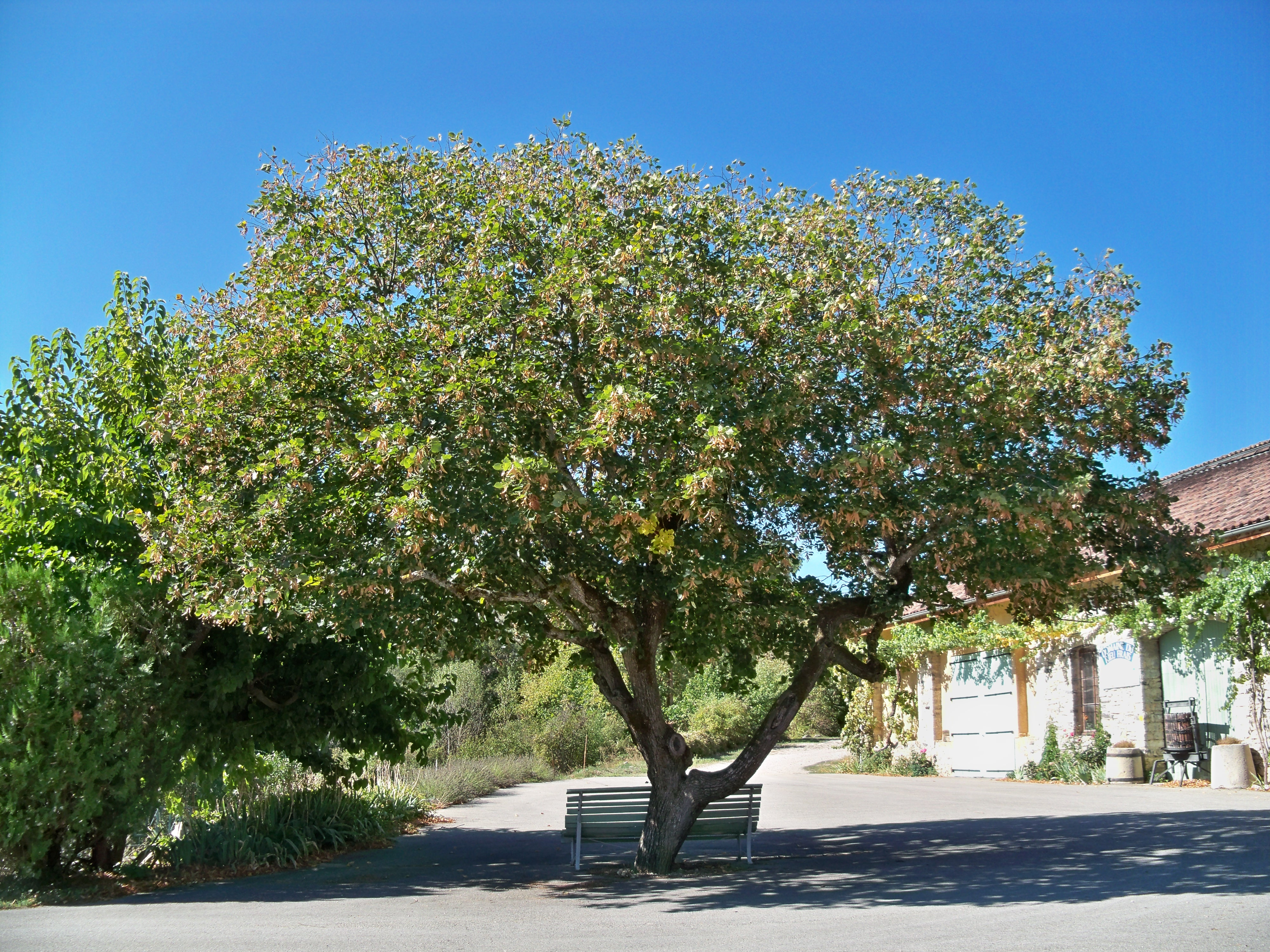
Tilleul des Baronnies.

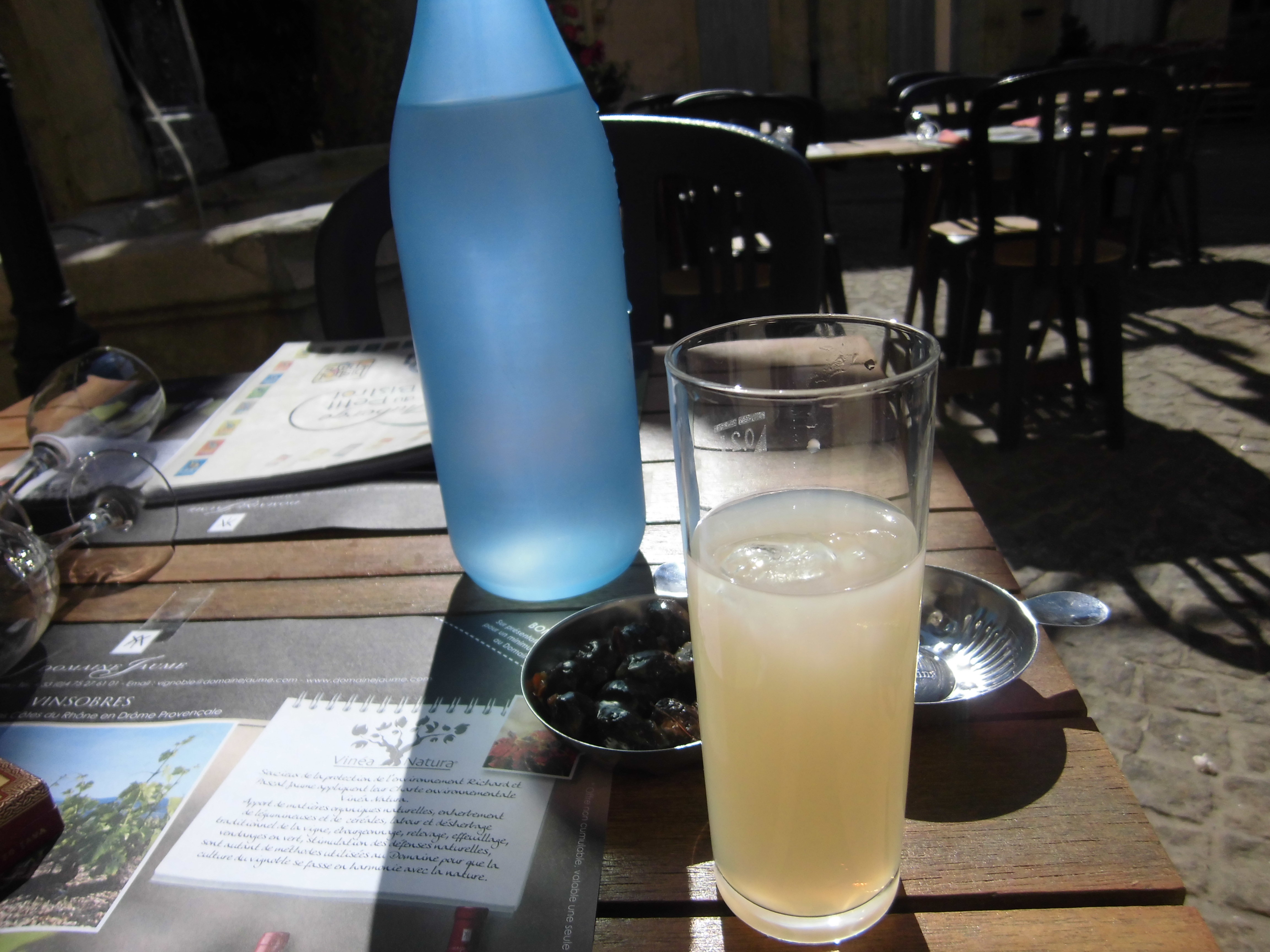
Pastis et olives noires de Nyons.
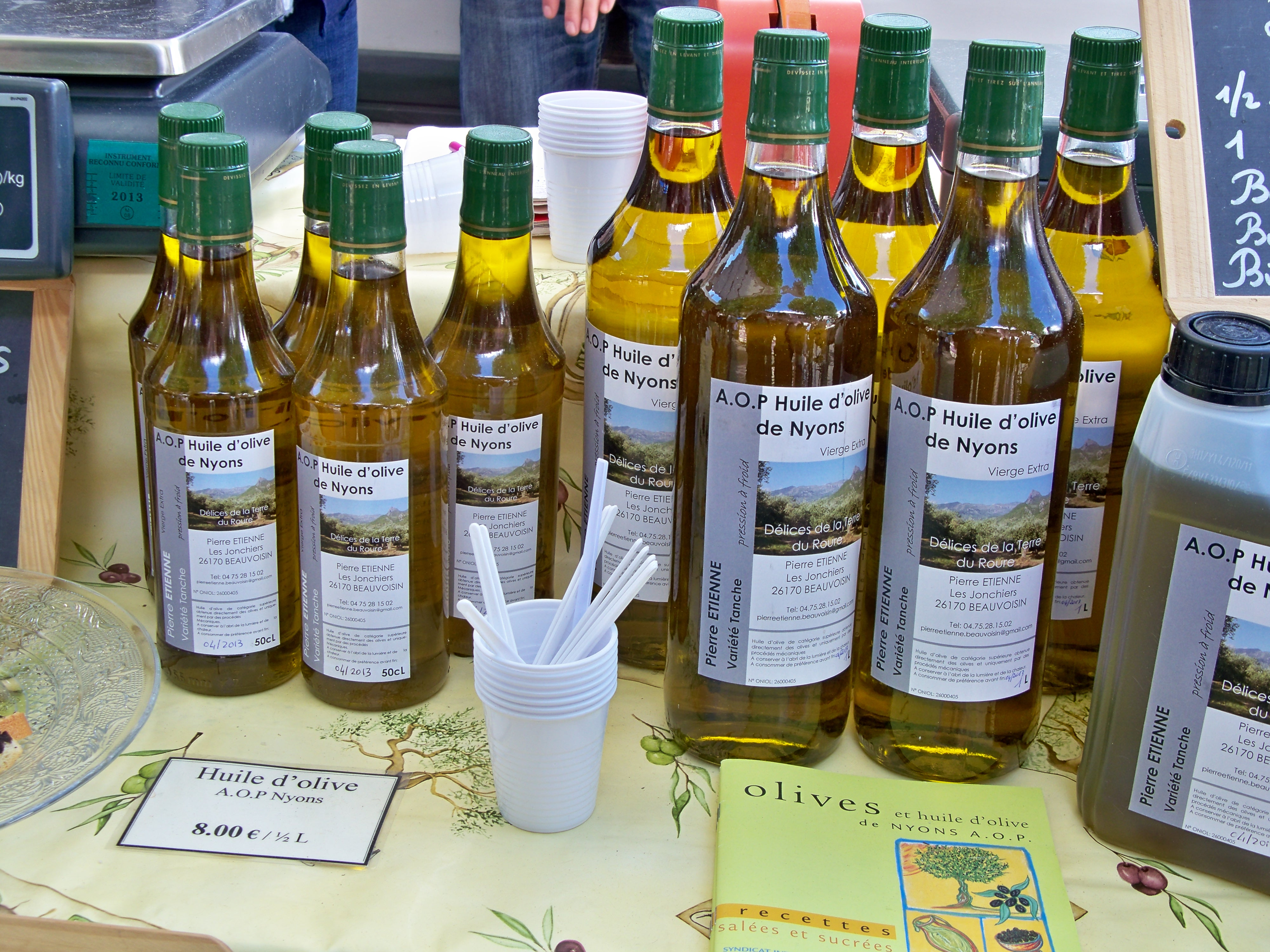
Différentes huiles d'olive de Nyons.
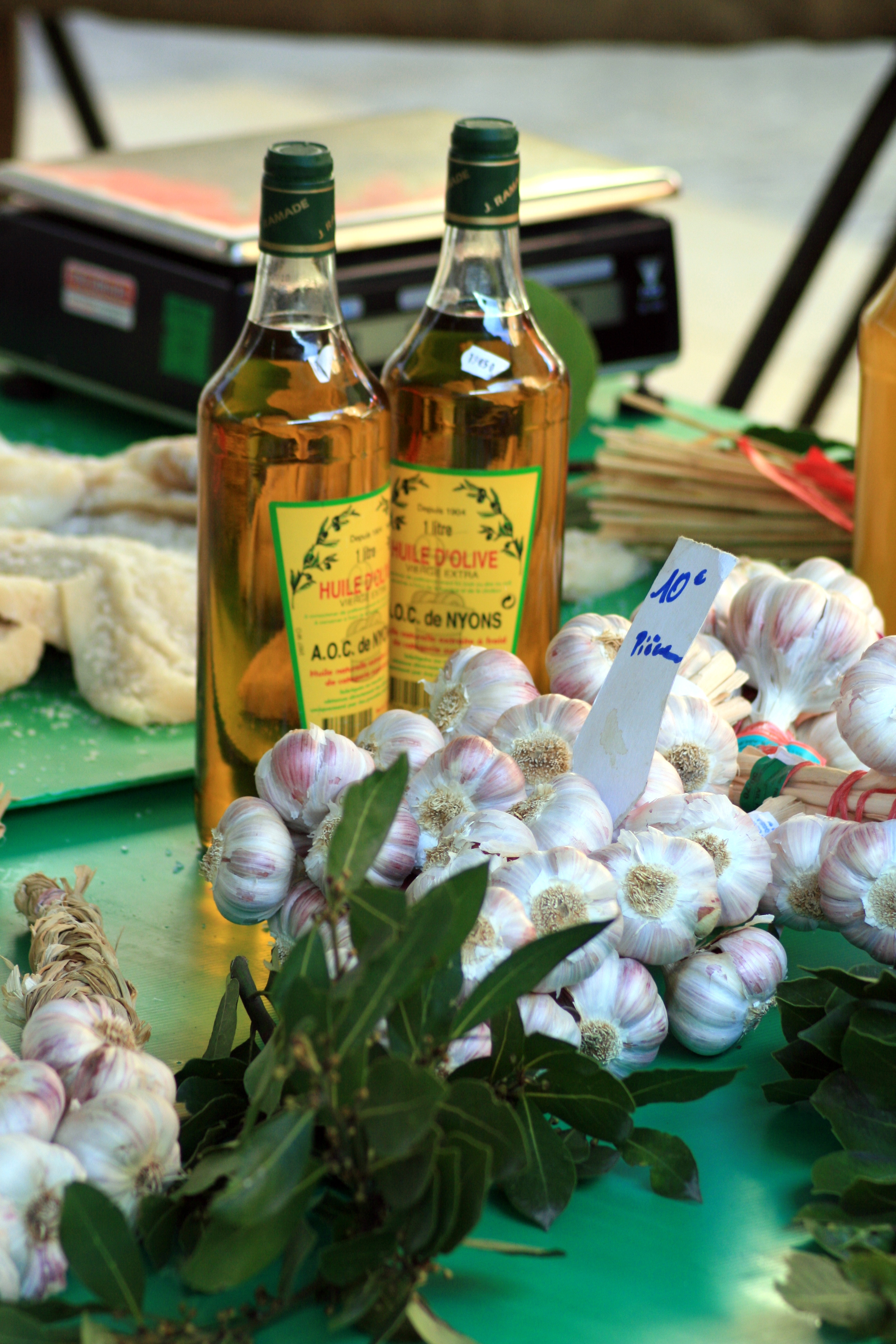
Ail et huile d'olive de Nyons.